# Liga Nacional Superior de Voleibol Femenino 2015-16
La Liga Nacional Superior de Voleibol del Perú (oficialmente Liga Nacional de Voleibol Femenino "Copa Movistar" por razones de patrocinio), es la máxima competición de este deporte en el Perú, siendo la edición 2015-2016, la decimocuarta en su historia. Se inició el 14 de noviembre de 2015 con el partido entre Universidad César Vallejo y Circolo Sportivo Italiano. Su organización, control y desarrollo están a cargo de la Federación Peruana de Voleibol (FPV). 

## Formato de competencia

### Procedimiento de ubicación en la tabla de posiciones
La ubicación de los equipos en las tablas de posiciones de las diferentes etapas, se determinará por el total de puntos obtenidos. Los puntajes se distribuyen de la siguiente manera:
- Partido que termina 3 sets a 0 o 3 sets a 1 = 3 puntos para el ganador, 0 puntos para el perdedor.
- Partido que termina 3 sets a 2 = 2 puntos para el ganador, 1 punto para el perdedor.

En el caso de empate, los equipos serán clasificados de acuerdo al siguiente criterio y orden: ratio de sets y ratio de puntos (se refiere a los puntos obtenidos durante el juego, no a los asignados según la cantidad de sets ganados y perdidos).
Si persistiera la paridad después de aplicar los criterios citados, la FPV establece en su Artículo 155, Inciso c:
1. Si solo la igualdad es entre dos equipos, se da prioridad al equipo ganador en el último encuentro que han jugado entre sí dentro del campeonato.
2. Cuando hay igualdad entre tres o más equipos, se efectuará una nueva clasificación tomando en cuenta solo los encuentros que se hayan enfrentado entre ellos.[2]

Así pues, los equipos entran a las tablas de posiciones
1. En orden de puntaje obtenido, de mayor a menor.
2. Si hubiese empate en puntos: en orden de ratio de sets, de mayor a menor. El ratio de sets se calcula dividiendo el total de sets ganados entre el total de sets perdidos.
3. Si hubiese empate en puntos y ratio de sets: en orden de ratio de puntos, de mayor a menor. El ratio de puntos se calcula dividiendo el total de puntos hechos entre el total de puntos recibidos.
4. Si hubiese empate en puntos, ratio de sets y ratio de puntos, se aplica el Artículo 155, Inciso C, numerales 1 (caso de empate entre 2 equipos) o 2 (caso de empate entre 3 o más equipos).

### Etapas
Al igual que en años anteriores, el torneo se divide en tres etapas.
En la primera etapa, se iban a enfrentar los doce equipos participantes de esta categoría bajo el sistema de todos contra todos (round-robin). Finalizada esta etapa, los ocho equipos mejor ubicados clasificaban a la siguiente ronda y, aparte, los cuatro coleros disputarían su permanencia en la siguiente temporada jugando contra los cuatro mejores equipos de la liga intermedia.
En la segunda etapa, los ocho clasificados se están enfrentando nuevamente en una liguilla o round-robin. Las posiciones finales de cada equipo al finalizar esta instancia permitirán armar las llaves de enfrentamiento en la tercera etapa o Ronda Final.
En la tercera etapa o Ronda Final, los equipos se enfrentarán en llaves de eliminación directa de acuerdo a sus posiciones en la etapa previa. Las llaves se armarán como se indica a continuación.
- Cuartos de final: partidos de ida y vuelta que clasifican a la siguiente fase al equipo que logre ganarle dos partidos a su oponente de llave; para ello un máximo de tres partidos está previsto.
  - Llave 1: primer lugar vs.       Octavo lugar
  - Llave 2: Segundo lugar vs.       Séptimo lugar
  - Llave 3: Tercer lugar vs.       Sexto lugar
  - Llave 4: Cuarto lugar vs.       Quinto lugar

- Semifinales: Partidos de ida y vuelta que clasifican a la siguiente fase al equipo que logre ganarle dos partidos a su oponente de llave; para ello un máximo de tres partidos está previsto.
  - Llave 5: Ganador Llave 1 vs.       Ganador llave 4
  - Llave 6: Ganador Llave 2 vs.       Ganador Llave 3

- Final: Partidos de ida y vuelta que definen al equipo campeón al ganarle dos partidos a su oponente de llave; para ello un máximo de tres partidos está previsto.
  - Llave 7: Ganador Llave 5 vs.       Ganador llave 6

Para la definición del tercer lugar se jugarán partidos de ida y vuelta concediéndose el honor al equipo que logre ganarle dos partidos a su oponente de llave, misma que está conformada por los perdedores de las llaves 5 y 6; para ello un máximo de tres partidos está previsto.

## Arbitraje
Los árbitros que sancionan los encuentros son 11 hombres y 2 damas quienes alternan funciones como Primer y Segundo Árbitro, siendo la mayoría de ellos, internacionales:
| - Eliana Alegre - James Alain Castillo Juscamaita (árbitro internacional) - Jhonny Bracco - Johnny Eddy Tribeño Rodríguez (árbitro internacional) - Jorge Álvarez Ferronan (árbitro internacional) - Jorge Rolando Nazario Tepe - José Luis Vásquez | - Luis Roland Huaylinos Valverde (árbitro internacional) - Miguel Ballena - Raúl Atachagua Alanya (árbitro internacional) - Rocío Aída Huarcaya López (árbitro internacional) - Walter Hugo Vera Mechán, "Chibolo" (árbitro internacional) - William Vallejos Díaz (árbitro internacional) |

## Equipos
La siguiente tabla muestra los equipos que participaron:

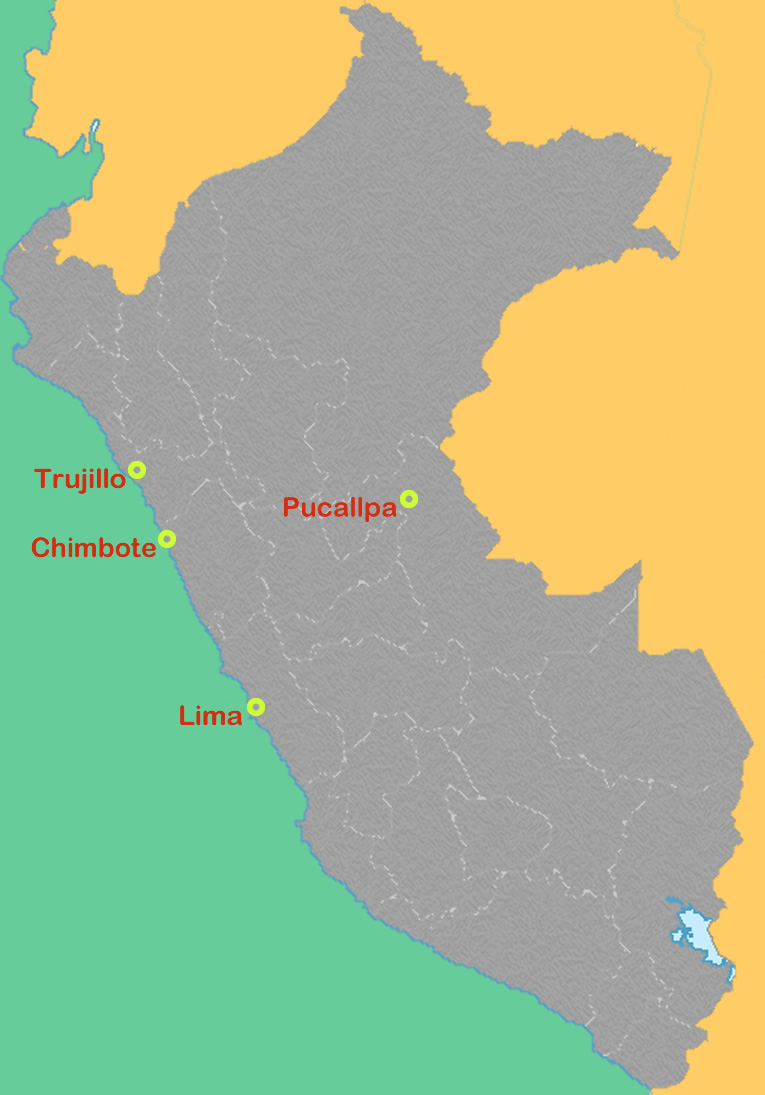
Mapa de sedes de los equipos participantes de la LNSV

| EQUIPOS PARTICIPANTES        | EQUIPOS PARTICIPANTES | EQUIPOS PARTICIPANTES            | EQUIPOS PARTICIPANTES           |
| ---------------------------- | --------------------- | -------------------------------- | ------------------------------- |
| Club                         | Sede                  | Entrenador                       | Capitana                        |
| Circolo Sportivo Italiano    | Lima                  | Manuel Hernán Artieda Llaury     | Kely Ruth Culquimboz Loja       |
| Club Alianza Lima            | Lima                  | Carlos Efraín Aparicio Saldaña   | Coraima Brigitte Gómez Urrutia  |
| Club de Regatas Lima         | Lima                  | Francisco Hervás Tirada          | Angélica María Aquino Simón     |
| Club de Voleibol Túpac Amaru | Lima                  | Heinz Garro Paso                 | María Alejandra Dioses Vegas    |
| Club Deportivo Sider Perú    | Chimbote              | Sixto Celestino Mendoza Ramíguez | Erika Soto Celis                |
| Club Deportivo Sport Loreto  | Pucallpa              | Fuera de competencia             | Fuera de competencia            |
| Club Divino Maestro          | Lima                  | Carlos Martin Rivero Jaramillo   | Carla Elizabet Márquez Ayaucán  |
| Club Sporting Cristal        | Lima                  | Edwin Wilbert Jiménez Monago     | Raffaella Camet Bertello        |
| Deportivo Jaamsa             | Lima                  | Juan Carlos Gala Rodríguez       | Mirtha Sebastiana Uribe Soriano |
| Géminis de Comas             | Lima                  | Marco Antonio Queiroga           | Sara Inés Joya Lobatón          |
| Universidad César Vallejo    | Trujillo              | Natalia María Málaga Dibós       | Patricia Aranda Muñoz           |
| Universidad San Martín       | Lima                  | Juan Diego García                | Milca da Silva                  |

### Refuerzos extranjeros
Como de costumbre, para la LNSV 2015-2016, la mayoría de equipos se reforzaron con jugadoras extranjeras*:
Circolo Sportivo Italiano
- Ellen Saldanha, Punta brasileña, exjugadora de la selección juvenil de su país, de varios equipos de la Superliga de Brasil y del VBC Cheseaux de Suiza.[5]
- Marie Pierre Bakima, Punta francesa, jugó 4 años por las selecciones juveniles de su país.

Club Alianza Lima
- Daniela Castro, Central colombiana y seleccionada de su país.
- Yeisi Soto, colombiana, una de las dos mejores centrales[6] del Torneo Clasificación de la CSV para la Copa Mundial de Voleibol Femenino de 2015.

Club de Regatas Lima
- Rachel Todorovich, Opuesta zurda estadounidense, debutó el 15 de enero. Rachel fue una destacada jugadora de voleibol durante sus años universitarios, manteniéndose activa hasta el presente.[7] Fue Coordinadora de Deportes en el YMCA de Walla Walla, Washington y luego Asistente al Director Técnico de Voleibol de la University of North Texas, antes de finalmente venir a Perú.[8]
- Sareea Monaye Freeman, Central estadounidense, debutó el 15 de enero. Fue una destacada jugadora de voleibol durante sus años universitarios, obteniendo varias distinciones a nivel nacional, amén de números impresionantes.[9] En el 2014, Sareea defendió los colores del Vasas-Óbuda de Budapest, Hungría.[10] Igualmente, ella ha sido Asistente al Director Técnico de Voleibol de la University of Albany.

Club de Voleibol Túpac Amaru
- Desiree Glod, Punta venezolana, medallista en competencias regionales a nivel sudamericano y del Caribe.
- Milagros Hernández, Central venezolana, una de las 2 mejores bloqueadoras[11] del Campeonato Sudamericano de Clubes de Voleibol Femenino 2015.

Club Deportivo Sider Perú
- Judith Cardona, Central colombiana.

Club Divino Maestro
- María Andrea Agüero, jugadora argentina residente en Perú.

Club Sporting Cristal
- Aleoscar Blanco, Central venezolana ganadora de los otros 2 torneos de clubes que disputó en el 2015: Campeona con el Richa Michelbeke de la Liga B de Bélgica (RM ganó 21 de los 23 encuentros que sostuvo y ascendió a la Liga A),[12] y campeona con las Vikingas de Miranda de la Liga Venezolana de Voleibol Femenino, torneo en el que obtuvo la mención a la Mejor Bloqueadora.[13] La jugadora tiene, además, experiencia internacional, habiendo jugado también en España, Azerbaiyán y Eslovaquia.

Deportivo Jaamsa
- Daymara Lescay, Central cubana, parte del "Dream Team" de la Copa Mundial de Voleibol Femenino de 2015 como Mejor Bloqueadora Central.[14] Ella encabeza la relación de los mejores voleibolistas de Cuba en 2015.[15] En Jaamsa, hace función de Punta.
- Soriana Pacheco, Armadora venezolana, jugadora de la selección nacional de su país.

Géminis de Comas
- Cindy Rondón, Central dominicana ganadora de 2 medallas de oro en competencias de la Copa Panamericana de Voleibol Femenino. Participante también en la anterior temporada de la LNSV, obtuvo los premios de Máxima Anotadora y de Jugadora Más Valiosa.[16] Para Géminis, Cindy alterna funciones de Central y Punta
- Lisvel Elisa Eve-Castillo Mejía, Central y Punta dominicana ganadora de la medalla de oro en la Copa Panamericana 2008 de Voleibol Femenino en México y obtuvo el quinto lugar con su equipo nacional en Juegos Olímpicos de Londres 2012. Lisvel ha participado también en una anterior temporada de la LNSV.

Universidad César Vallejo
- Jennifer Álvarez, Punta cubana integrante de la selección nacional de su país.
- Patricia "Patri" Aranda, Armadora española con experiencia internacional que ha jugado para su selección nacional (fue capitana de la misma) y para clubes en España, Francia y Perú, país donde reside y para cuya nacionalidad estaría aplicando. En Francia fue considerada no solo la mejor Armadora de la liga, sino que también ganó el premio al Mejor Servicio y Mejor Deportista. Es la primera extranjera en desempeñarse como capitana de un equipo de la LNSV[17] en cuya temporada 2014-2015 fue premiada como la Mejor Armadora.[16]
- Regla Gracia, Central cubana integrante de la selección nacional de su país.

Universidad San Martín
- Bruna Fernanda da Silva Ferreira, Central brasileña Campeona Regional/MG y Campeona de la Copa Piratininga. Ha jugado en varios clubes de su país.[18]
- Milca da Silva, Punta brasileña que ha jugado en varios clubes de su país, así como en Grecia y Francia. En Perú, ha sido bicampeona nacional con el elenco de la Universidad de San Martín. En la temporada 2013-2014, fue elegida la Máxima Anotadora del certamen así como Mejor Punta.[19] Es la segunda jugadora extranjera a quien se le da el encargo de ser la capitana de su equipo.

* Debido a la normativa vigente, solo 2 jugadoras extranjeras pueden jugar en cancha al mismo tiempo.

## Jugadoras
| Leyenda:           | Leyenda:           | Leyenda:                           | Leyenda:                         | Leyenda:  |
| ------------------ | ------------------ | ---------------------------------- | -------------------------------- | --------- |
| A = Armadora       | C = Central        | L = Líbero                         | O = Opuesta                      | P = Punta |
| OJ = Otra jugadora | ← = jugadora zurda | # de camiseta subrayado = Capitana | Fecha de Nacimiento: día/mes/año |           |

| Circolo Sportivo Italiano                | Circolo Sportivo Italiano                | Circolo Sportivo Italiano                | Circolo Sportivo Italiano             | Circolo Sportivo Italiano             | Circolo Sportivo Italiano             | Circolo Sportivo Italiano             | Circolo Sportivo Italiano             | Circolo Sportivo Italiano             | Circolo Sportivo Italiano             |
| ---------------------------------------- | ---------------------------------------- | ---------------------------------------- | ------------------------------------- | ------------------------------------- | ------------------------------------- | ------------------------------------- | ------------------------------------- | ------------------------------------- | ------------------------------------- |
| Entrenador: Manuel Hernán Artieda Llaury | Entrenador: Manuel Hernán Artieda Llaury | Entrenador: Manuel Hernán Artieda Llaury | Asistentes Técnicos: Cristhian Yzarra | Asistentes Técnicos: Cristhian Yzarra | Asistentes Técnicos: Cristhian Yzarra | Asistentes Técnicos: Cristhian Yzarra | Asistentes Técnicos: Cristhian Yzarra | Asistentes Técnicos: Cristhian Yzarra | Asistentes Técnicos: Cristhian Yzarra |
| # Camiseta                               | Jugadora                                 | Función                                  | Fecha de Nacimiento                   | Edad (años)                           | Talla (cm)                            | Peso (kg)                             | Ataque (cm)                           | Bloqueo (cm)                          | Ficha FIVB Año                        |
| 1                                        | Kely Ruth Culquimboz Loja, "La Flaca"    | C                                        | 06/02/1982                            | 43                                    | 180                                   |                                       |                                       |                                       |                                       |
| 2                                        | Karen López Bravo                        | C                                        | 26/02/1995                            | 30                                    | 178                                   |                                       |                                       |                                       |                                       |
| 3                                        | Greysi Madeley Vera Ascencios            | P                                        | 02/11/1997                            | 27                                    | 170                                   |                                       |                                       |                                       |                                       |
| 4                                        | Allison del Águila Badillo               | L                                        | 20/03/1998                            | 27                                    | 157                                   |                                       |                                       |                                       |                                       |
| 5                                        | Zorca Aguilar Nadramia                   | P                                        | 10/03/1992                            | 33                                    |                                       |                                       |                                       |                                       |                                       |
| 6                                        | Kamille Quiñe Iglesias                   | O                                        |                                       |                                       |                                       |                                       |                                       |                                       |                                       |
| 7                                        | Pamela Rossy Barrera Francis             | C                                        | 09/03/1991                            | 34                                    | 185                                   | 63                                    | 282                                   | 280                                   | 2007                                  |
| 8                                        | Marie-Pierre Benedicte Bakima, "Mapié"   | P                                        | 02/23/1992                            | 32                                    | 177                                   |                                       |                                       |                                       |                                       |
| 9                                        | Diana Paola Torres Martínez              | C-O                                      | 06/01/1996                            | 29                                    | 183                                   |                                       |                                       |                                       |                                       |
| 10                                       | Diana Carolina Gonzáles Delgado          | A                                        | 12/01/1992                            | 33                                    | 176                                   | 66                                    | 284                                   | 274                                   | 2009                                  |
| 11                                       | ← Sandra Carolina Guibert Collantes      | O                                        | 11/06/1989                            | 35                                    | 177                                   | 65                                    | 295                                   | 287                                   | 2011                                  |
| 13                                       | Ellen Grazielle Saldanha do Amaral       | P                                        | 15/09/1990                            | 34                                    | 175                                   | 70                                    |                                       |                                       |                                       |
| 14                                       | Sandra Francesca Santana Ramos           | A                                        | 19/03/1995                            | 30                                    | 180                                   | 64                                    | 285                                   | 281                                   | 2013                                  |
| 15                                       | Katia Mabel García Cubilla               | P                                        | 09/02/1995                            | 30                                    | 176                                   | 60                                    |                                       |                                       |                                       |
| 17                                       | Nathaly Meléndez Oviedo "Kellyshita"     | L                                        |                                       |                                       |                                       |                                       |                                       |                                       |                                       |
| OJ                                       | Milagros Luque                           |                                          |                                       |                                       |                                       |                                       |                                       |                                       |                                       |

| Club Alianza Lima Vóley                                            | Club Alianza Lima Vóley                      | Club Alianza Lima Vóley                    | Club Alianza Lima Vóley                                                   | Club Alianza Lima Vóley                                                   | Club Alianza Lima Vóley                                                   | Club Alianza Lima Vóley                                                   | Club Alianza Lima Vóley                                                   | Club Alianza Lima Vóley                                                   | Club Alianza Lima Vóley                                                   |
| ------------------------------------------------------------------ | -------------------------------------------- | ------------------------------------------ | ------------------------------------------------------------------------- | ------------------------------------------------------------------------- | ------------------------------------------------------------------------- | ------------------------------------------------------------------------- | ------------------------------------------------------------------------- | ------------------------------------------------------------------------- | ------------------------------------------------------------------------- |
| Entrenador: Carlos Efraín Aparicio Saldaña                         | Entrenador: Carlos Efraín Aparicio Saldaña   | Entrenador: Carlos Efraín Aparicio Saldaña | Asistentes Técnicos: Roberto Correa / Edisa Kyomi del Pilar Aparicio Mori | Asistentes Técnicos: Roberto Correa / Edisa Kyomi del Pilar Aparicio Mori | Asistentes Técnicos: Roberto Correa / Edisa Kyomi del Pilar Aparicio Mori | Asistentes Técnicos: Roberto Correa / Edisa Kyomi del Pilar Aparicio Mori | Asistentes Técnicos: Roberto Correa / Edisa Kyomi del Pilar Aparicio Mori | Asistentes Técnicos: Roberto Correa / Edisa Kyomi del Pilar Aparicio Mori | Asistentes Técnicos: Roberto Correa / Edisa Kyomi del Pilar Aparicio Mori |
| # Camiseta                                                         | Jugadora                                     | Función                                    | Fecha de Nacimiento                                                       | Edad (años)                                                               | Talla (cm)                                                                | Peso (kg)                                                                 | Ataque (cm)                                                               | Bloqueo (cm)                                                              | Ficha FIVB Año                                                            |
| 1                                                                  | Yujhamy Mosquera Tello                       | C-O                                        | 31/03/1996                                                                | 29                                                                        | 177                                                                       | 76                                                                        | 283                                                                       | 270                                                                       |                                                                           |
| 2                                                                  | Coraima Hidalgo                              | L                                          | 29/04/2000                                                                | 25                                                                        |                                                                           |                                                                           |                                                                           |                                                                           |                                                                           |
| 3                                                                  | Yeisi Paola Soto Núñez                       | C                                          | 17/04/1996                                                                | 29                                                                        | 186                                                                       | 67                                                                        | 290                                                                       | 299                                                                       | 2015                                                                      |
| 4                                                                  | Shanaiya Jeovanna Ayme Peña                  | C                                          | 03/03/2001                                                                | 24                                                                        | 179                                                                       | 60                                                                        | 285                                                                       | 290                                                                       |                                                                           |
| 5                                                                  | Vivian Isabel Baella Guevara, "Súper-Vivian" | P                                          | 03/08/1992                                                                | 32                                                                        | 171                                                                       | 63                                                                        | 291                                                                       | 280                                                                       | 2009                                                                      |
| 6                                                                  | Jessica Tejada                               | A                                          | 28/02/1971                                                                | 54                                                                        | 175                                                                       |                                                                           | 262                                                                       | 258                                                                       |                                                                           |
| 7                                                                  | ← Sofía Catalina Quintana Reyes              | O                                          | 28/08/1998                                                                | 26                                                                        | 171                                                                       |                                                                           | 275                                                                       | 270                                                                       |                                                                           |
| 9                                                                  | Danae Carranza Tarrillo                      | P                                          | 04/06/1994                                                                | 30                                                                        | 175                                                                       | 68                                                                        | 270                                                                       | 259                                                                       | 2013                                                                      |
| 10                                                                 | Zaira Lizbeth Manzo Mora                     | A                                          | 13/11/1988                                                                | 26                                                                        | 173                                                                       | 63                                                                        |                                                                           |                                                                           |                                                                           |
| 11                                                                 | Fiorella Seminario, "Fió"                    | A                                          | 04/02/199_                                                                |                                                                           |                                                                           |                                                                           |                                                                           |                                                                           |                                                                           |
| 13                                                                 | Daniela Castro *                             | C                                          |                                                                           |                                                                           |                                                                           |                                                                           |                                                                           |                                                                           |                                                                           |
| 14                                                                 | Esmeralda Sánchez Macedo                     | L                                          | 01/09/1998                                                                | 26                                                                        | 158                                                                       | 65                                                                        | 260                                                                       | 255                                                                       | 2015                                                                      |
| 17                                                                 | Deyma Santos Meza                            | L                                          | 15/02/1997                                                                | 28                                                                        | 158                                                                       |                                                                           | 250                                                                       | 245                                                                       |                                                                           |
| 18                                                                 | Coraima Brigitte Gómez Urrutia               | P                                          | 09/08/1996                                                                | 28                                                                        | 178                                                                       | 70                                                                        | 291                                                                       | 298                                                                       | 2015                                                                      |
| 19                                                                 | Karen Magallanes Bardales                    | P                                          |                                                                           |                                                                           |                                                                           |                                                                           |                                                                           |                                                                           |                                                                           |
| 20                                                                 | Mirella Tomas Gomero                         | A                                          | 23/02/1998                                                                | 27                                                                        | 160                                                                       |                                                                           | 240                                                                       | 232                                                                       |                                                                           |
| 22                                                                 | Katherine Susana Regalado Cornejo            | O                                          | 11/03/1998                                                                | 27                                                                        | 184                                                                       | 69                                                                        | 297                                                                       | 301                                                                       | 2015                                                                      |
| OJ                                                                 | Ximena Xiomara Gutiérrez Arizaga             | A                                          | 15/01/98                                                                  | 27                                                                        | 174                                                                       | 60                                                                        | 248                                                                       | 240                                                                       |                                                                           |
| OJ                                                                 | Diana dos Santos                             | P                                          |                                                                           |                                                                           |                                                                           |                                                                           |                                                                           |                                                                           |                                                                           |
| * Debido a fractura por estrés, no pudo terminar la primera etapa. |                                              |                                            |                                                                           |                                                                           |                                                                           |                                                                           |                                                                           |                                                                           |                                                                           |

| Club de Regatas Lima                       | Club de Regatas Lima                       | Club de Regatas Lima                       | Club de Regatas Lima              | Club de Regatas Lima              | Club de Regatas Lima              | Club de Regatas Lima              | Club de Regatas Lima              | Club de Regatas Lima              | Club de Regatas Lima              |
| ------------------------------------------ | ------------------------------------------ | ------------------------------------------ | --------------------------------- | --------------------------------- | --------------------------------- | --------------------------------- | --------------------------------- | --------------------------------- | --------------------------------- |
| Entrenador: Francisco "Paco" Hervás Tirada | Entrenador: Francisco "Paco" Hervás Tirada | Entrenador: Francisco "Paco" Hervás Tirada | Asistentes Técnicos: Erick Vargas | Asistentes Técnicos: Erick Vargas | Asistentes Técnicos: Erick Vargas | Asistentes Técnicos: Erick Vargas | Asistentes Técnicos: Erick Vargas | Asistentes Técnicos: Erick Vargas | Asistentes Técnicos: Erick Vargas |
| # Camiseta                                 | Jugadora                                   | Función                                    | Fecha de Nacimiento               | Edad (años)                       | Talla (cm)                        | Peso (kg)                         | Ataque (cm)                       | Bloqueo (cm)                      | Ficha FIVB Año                    |
| 1                                          | Angélica María Aquino Simón                | P                                          | 10/08/1990                        | 34                                | 170                               | 65                                | 279                               | 268                               | 2011                              |
| 3                                          | Ángela Sofía Loyola Villacorta             | C                                          | 03/12/1987                        | 37                                | 173                               | 62                                |                                   |                                   |                                   |
| 4                                          | Cristina de Lourdes Cuba Martínez          | A                                          | 04/06/1996                        | 28                                | 176                               | 65                                | 281                               | 271                               | 2015                              |
| 5                                          | Lesly Maryori Piña Vargas                  | A                                          | 03/03/1989                        | 36                                | 175                               |                                   |                                   |                                   |                                   |
| 6                                          | Alanis Regalado                            | P                                          |                                   |                                   |                                   |                                   |                                   |                                   |                                   |
| 7                                          | ← Lisset Sosa Carhuaz                      | O                                          | 26/06/1992                        | 32                                | 174                               | 62                                | 283                               | 276                               | 2011                              |
| 8                                          | Milagros Moy                               | P                                          | 17/10/1975                        | 49                                | 176                               | 72                                | 296                               | 282                               | 2006                              |
| 9                                          | Daniela Olivares Dávila                    | C                                          | 16/06/1989                        | 35                                | 185                               |                                   |                                   |                                   |                                   |
| 10                                         | Miriam Patiño                              | L                                          | 28/03/1990                        | 35                                | 175                               | 70                                | 270                               | 275                               | 2012                              |
| 12                                         | Natalia Zeballos                           | P                                          | 14/06/1996                        | 28                                | 170                               |                                   |                                   |                                   |                                   |
| 14                                         | Alexandra Geraldine Machado Chávez         | O                                          | 28/02/1995                        | 29                                | 180                               | 70                                | 292                               | 283                               | 2012                              |
| 16                                         | Ana Lucía Palacio Marinkovich              | O                                          | 19/02/1997                        | 28                                | 181                               |                                   |                                   |                                   |                                   |
| 17                                         | ← Rachel Todorovich                        | O                                          |                                   |                                   | 188                               |                                   |                                   |                                   |                                   |
| 18                                         | Sareea Monaye Freeman                      | C                                          | 25/10/1991                        | 33                                | 193                               | 84                                | 298                               | 295                               |                                   |

| Club de Voleibol Túpac Amaru        | Club de Voleibol Túpac Amaru          | Club de Voleibol Túpac Amaru        | Club de Voleibol Túpac Amaru                                  | Club de Voleibol Túpac Amaru                                  | Club de Voleibol Túpac Amaru                                  | Club de Voleibol Túpac Amaru                                  | Club de Voleibol Túpac Amaru                                  | Club de Voleibol Túpac Amaru                                  | Club de Voleibol Túpac Amaru                                  |
| ----------------------------------- | ------------------------------------- | ----------------------------------- | ------------------------------------------------------------- | ------------------------------------------------------------- | ------------------------------------------------------------- | ------------------------------------------------------------- | ------------------------------------------------------------- | ------------------------------------------------------------- | ------------------------------------------------------------- |
| Entrenador: Heinz Reiner Garro Paso | Entrenador: Heinz Reiner Garro Paso   | Entrenador: Heinz Reiner Garro Paso | Asistentes Técnicos: José de la Encarnación Castillo Vidaurre | Asistentes Técnicos: José de la Encarnación Castillo Vidaurre | Asistentes Técnicos: José de la Encarnación Castillo Vidaurre | Asistentes Técnicos: José de la Encarnación Castillo Vidaurre | Asistentes Técnicos: José de la Encarnación Castillo Vidaurre | Asistentes Técnicos: José de la Encarnación Castillo Vidaurre | Asistentes Técnicos: José de la Encarnación Castillo Vidaurre |
| # Camiseta                          | Jugadora                              | Función                             | Fecha de Nacimiento                                           | Edad (años)                                                   | Talla (cm)                                                    | Peso (kg)                                                     | Ataque (cm)                                                   | Bloqueo (cm)                                                  | Ficha FIVB Año                                                |
| 1                                   | Ghénnesis de la Cruz Maguiña          |                                     |                                                               |                                                               |                                                               |                                                               |                                                               |                                                               |                                                               |
| 2                                   | Karol Gianina Márquez Olivera         | L                                   | 08/07/1990                                                    | 34                                                            | 168                                                           |                                                               |                                                               |                                                               |                                                               |
| 3                                   | Milagros Chang Monroy                 |                                     |                                                               |                                                               |                                                               |                                                               |                                                               |                                                               |                                                               |
| 4                                   | María Alejandra Dioses Vegas          | P                                   | 15/05/1997                                                    | 28                                                            | 174                                                           | 58                                                            |                                                               |                                                               |                                                               |
| 5                                   | María Cristina Castillo Grey          | A                                   | 06/03/1999                                                    | 26                                                            | 172                                                           | 68                                                            | 268                                                           | 274                                                           | 2015                                                          |
| 6                                   | Dayana Quezada Flores                 |                                     |                                                               |                                                               |                                                               |                                                               |                                                               |                                                               |                                                               |
| 8                                   | Milagros Andreína Hernández Navas     | C                                   | 09/04/1990                                                    | 35                                                            | 185                                                           | 300                                                           | 290                                                           |                                                               |                                                               |
| 9                                   | Katherine Arias Doroteo               | A                                   |                                                               |                                                               |                                                               |                                                               |                                                               |                                                               |                                                               |
| 10                                  | Desiree Guillermina Glod John         | P                                   | 28/09/1982                                                    | 42                                                            | 176                                                           | 64                                                            | 305                                                           | 301                                                           | 2008                                                          |
| 11                                  | Carmen Navarrete Chávez               |                                     | 01/06/1992                                                    | 33                                                            | 177                                                           | 64                                                            | 293                                                           | 286                                                           | 2009                                                          |
| 12                                  | ← Mayra Valencia Sandoval Zavala      | O                                   | 15/02/1998                                                    | 27                                                            |                                                               |                                                               |                                                               |                                                               |                                                               |
| 13                                  | Danitza Llaro Yataco                  |                                     |                                                               |                                                               |                                                               |                                                               |                                                               |                                                               |                                                               |
| 15                                  | Hanna Sobrado Valdivia                | L                                   | 15/05/1998                                                    | 27                                                            |                                                               |                                                               |                                                               |                                                               |                                                               |
| 16                                  | Valeria Ramírez Ampuero               |                                     |                                                               |                                                               |                                                               |                                                               |                                                               |                                                               |                                                               |
| 17                                  | Xiomeli Naomi Valencia Coronado       | P                                   | 20/05/1998                                                    | 27                                                            | 175                                                           | 73                                                            | 280                                                           | 296                                                           | 2015                                                          |
| 18                                  | Ingrid Dayana Salcedo Vilca, "Balita" | A                                   | 18/03/1994                                                    | 31                                                            | 159                                                           |                                                               |                                                               |                                                               |                                                               |
| OJ                                  | Marjorie Salinas                      | P                                   | 20/12/1982                                                    | 42                                                            |                                                               |                                                               |                                                               |                                                               |                                                               |
| OJ                                  | Sharon Ramírez Marca                  |                                     |                                                               |                                                               |                                                               |                                                               |                                                               |                                                               |                                                               |

| Club Deportivo Sider Perú                   | Club Deportivo Sider Perú                   | Club Deportivo Sider Perú                   | Club Deportivo Sider Perú         | Club Deportivo Sider Perú         | Club Deportivo Sider Perú         | Club Deportivo Sider Perú         | Club Deportivo Sider Perú         | Club Deportivo Sider Perú         | Club Deportivo Sider Perú         |
| ------------------------------------------- | ------------------------------------------- | ------------------------------------------- | --------------------------------- | --------------------------------- | --------------------------------- | --------------------------------- | --------------------------------- | --------------------------------- | --------------------------------- |
| Entrenador: Sixto Celestino Mendoza Ramírez | Entrenador: Sixto Celestino Mendoza Ramírez | Entrenador: Sixto Celestino Mendoza Ramírez | Asistentes Técnicos: Antonio Luna | Asistentes Técnicos: Antonio Luna | Asistentes Técnicos: Antonio Luna | Asistentes Técnicos: Antonio Luna | Asistentes Técnicos: Antonio Luna | Asistentes Técnicos: Antonio Luna | Asistentes Técnicos: Antonio Luna |
| # Camiseta                                  | Jugadora                                    | Función                                     | Fecha de Nacimiento               | Edad (años)                       | Talla (cm)                        | Peso (kg)                         | Ataque (cm)                       | Bloqueo (cm)                      | Ficha FIVB Año                    |
| 1                                           | Thalía Reyes                                |                                             | __/__/1992                        |                                   |                                   |                                   |                                   |                                   |                                   |
| 2                                           | Susan Jaqueline Delgado Guevara             |                                             |                                   |                                   |                                   |                                   |                                   |                                   |                                   |
| 3                                           | Brenda Rosario Vela Cava                    | A                                           | 11/04/1997                        | 28                                | 169                               | 230                               | 228                               |                                   |                                   |
| 4                                           | Brenda Yanira Lobatón Castillo              | P                                           |                                   |                                   | 167                               | 60                                |                                   |                                   |                                   |
| 5                                           | Carolyne Góngora                            | C                                           | 17/05/1993                        | 32                                | 176                               | 66                                | 263                               | 240                               |                                   |
| 6                                           | Erika Cueva                                 |                                             |                                   |                                   |                                   |                                   |                                   |                                   |                                   |
| 7                                           | Carol Galván                                | P                                           |                                   |                                   | 172                               | 68                                |                                   |                                   |                                   |
| 8                                           | Matilde Lindaflor Llaguenta Gonzáles        | L                                           |                                   |                                   |                                   |                                   |                                   |                                   |                                   |
| 9                                           | Keyla Vilcarromero Collazos                 |                                             |                                   |                                   |                                   |                                   |                                   |                                   |                                   |
| 10                                          | Katherine Romero Díaz                       |                                             |                                   |                                   |                                   |                                   |                                   |                                   |                                   |
| 11                                          | Vivian Alcalde                              |                                             |                                   |                                   |                                   |                                   |                                   |                                   |                                   |
| 12                                          | Judith Daniela Cardona Mejía                | C                                           | 21/03/1995                        | 30                                | 186                               | 78                                |                                   |                                   |                                   |
| 13                                          | Erika Soto Celis                            |                                             |                                   |                                   | 174                               | 68                                |                                   |                                   |                                   |
| 14                                          | Fiorella Araceli Alva Sosa                  | A                                           |                                   |                                   | 174                               | 67                                |                                   |                                   |                                   |
| 15                                          | Yanina Castillo Seminario                   |                                             |                                   |                                   |                                   |                                   |                                   |                                   |                                   |
| 16                                          | Rosa del Pilar Hoyos Salazar                | A                                           | 21/07/1980                        | 44                                |                                   |                                   |                                   |                                   |                                   |
| 18                                          | Rosa Paola Chacón                           | A                                           |                                   |                                   |                                   |                                   |                                   |                                   |                                   |
| OJ                                          | Ashly Lobatón                               |                                             |                                   |                                   |                                   |                                   |                                   |                                   |                                   |
| OJ                                          | Elva Reátegui                               |                                             |                                   |                                   |                                   |                                   |                                   |                                   |                                   |
| OJ                                          | Lina Paredes                                |                                             |                                   |                                   |                                   |                                   |                                   |                                   |                                   |
| OJ                                          | Wendy Torres Ríos                           |                                             |                                   |                                   |                                   |                                   |                                   |                                   |                                   |
| OJ                                          | Priscila Campos Dávila                      |                                             |                                   |                                   |                                   |                                   |                                   |                                   |                                   |
| OJ                                          | Milagros Urrutia Méndez                     |                                             |                                   |                                   |                                   |                                   |                                   |                                   |                                   |
| OJ                                          | Sintya Yovana Sarmiento Alva                |                                             |                                   |                                   |                                   |                                   |                                   |                                   |                                   |

| Club Deportivo Sport Loreto | Club Deportivo Sport Loreto | Club Deportivo Sport Loreto | Club Deportivo Sport Loreto | Club Deportivo Sport Loreto | Club Deportivo Sport Loreto | Club Deportivo Sport Loreto | Club Deportivo Sport Loreto | Club Deportivo Sport Loreto | Club Deportivo Sport Loreto |
| --------------------------- | --------------------------- | --------------------------- | --------------------------- | --------------------------- | --------------------------- | --------------------------- | --------------------------- | --------------------------- | --------------------------- |
| Equipo descalificado        |                             |                             |                             |                             |                             |                             |                             |                             |                             |

| Club Divino Maestro                                | Club Divino Maestro                                | Club Divino Maestro                                | Club Divino Maestro              | Club Divino Maestro              | Club Divino Maestro              | Club Divino Maestro              | Club Divino Maestro              | Club Divino Maestro              | Club Divino Maestro              |
| -------------------------------------------------- | -------------------------------------------------- | -------------------------------------------------- | -------------------------------- | -------------------------------- | -------------------------------- | -------------------------------- | -------------------------------- | -------------------------------- | -------------------------------- |
| Entrenador: Carlos Martin Rivero Jaramillo, "Tato" | Entrenador: Carlos Martin Rivero Jaramillo, "Tato" | Entrenador: Carlos Martin Rivero Jaramillo, "Tato" | Asistentes Técnicos: Juan Minaya | Asistentes Técnicos: Juan Minaya | Asistentes Técnicos: Juan Minaya | Asistentes Técnicos: Juan Minaya | Asistentes Técnicos: Juan Minaya | Asistentes Técnicos: Juan Minaya | Asistentes Técnicos: Juan Minaya |
| # Camiseta                                         | Jugadora                                           | Función                                            | Fecha de Nacimiento              | Edad (años)                      | Talla (cm)                       | Peso (kg)                        | Ataque (cm)                      | Bloqueo (cm)                     | Ficha FIVB Año                   |
| 1                                                  | Dalma Ximena Arrascue Cabrera                      | C                                                  | 30/05/1995                       | 30                               | 178                              | 68                               |                                  |                                  |                                  |
| 2                                                  | Carla Elizabet Márquez Ayaucán                     | P                                                  | 15/08/1991                       | 33                               | 175                              |                                  |                                  |                                  |                                  |
| 4                                                  | Lesly Díaz Yumbato                                 | C                                                  | 29/11/1994                       | 30                               | 177                              | 68                               |                                  |                                  |                                  |
| 5                                                  | Sara Gabriela Arévalo Velásquez                    | P                                                  |                                  |                                  | 179                              | 69                               |                                  |                                  |                                  |
| 6                                                  | Mirtha Martínez Williams                           | A                                                  | 10/12/1997                       | 27                               |                                  |                                  |                                  |                                  |                                  |
| 7                                                  | Cinthya Raquel Urquiza Dávila                      | O                                                  | 18/08/1990                       | 34                               | 173                              | 62                               | 281                              | 272                              | 2007                             |
| 10                                                 | Claudia Morillo                                    | A                                                  |                                  |                                  |                                  |                                  |                                  |                                  |                                  |
| 11                                                 | Valeria Aranda Ballumbrosio                        | P                                                  | 14/02/1997                       | 28                               | 168                              | 65                               |                                  |                                  |                                  |
| 12                                                 | Claudia Alessandra Seminario                       | A                                                  | 25/08/1996                       | 28                               | 168                              | 58                               |                                  |                                  |                                  |
| 13                                                 | Paula Jurado                                       | O                                                  |                                  |                                  |                                  |                                  |                                  |                                  |                                  |
| 16                                                 | Xiomy Custodio Oballe                              | P                                                  |                                  |                                  |                                  |                                  |                                  |                                  |                                  |
| 17                                                 | María Andrea Agüero                                | O                                                  |                                  |                                  | 179                              | 69                               |                                  |                                  |                                  |
| 18                                                 | Rommy Custodio Oballe                              | L                                                  | 15/06/1989                       | 35                               |                                  |                                  |                                  |                                  |                                  |
| 19                                                 | Cinthia Herrera                                    | P                                                  |                                  |                                  |                                  |                                  |                                  |                                  |                                  |
| 20                                                 | Evelyn Céspedes Navarro                            | L                                                  |                                  |                                  |                                  |                                  |                                  |                                  |                                  |

| Club Sporting Cristal                    | Club Sporting Cristal                    | Club Sporting Cristal                    | Club Sporting Cristal                 | Club Sporting Cristal                 | Club Sporting Cristal                 | Club Sporting Cristal                 | Club Sporting Cristal                 | Club Sporting Cristal                 | Club Sporting Cristal                 |
| ---------------------------------------- | ---------------------------------------- | ---------------------------------------- | ------------------------------------- | ------------------------------------- | ------------------------------------- | ------------------------------------- | ------------------------------------- | ------------------------------------- | ------------------------------------- |
| Entrenador: Edwin Wilbert Jiménez Monago | Entrenador: Edwin Wilbert Jiménez Monago | Entrenador: Edwin Wilbert Jiménez Monago | Asistentes Técnicos: Walter Maldonado | Asistentes Técnicos: Walter Maldonado | Asistentes Técnicos: Walter Maldonado | Asistentes Técnicos: Walter Maldonado | Asistentes Técnicos: Walter Maldonado | Asistentes Técnicos: Walter Maldonado | Asistentes Técnicos: Walter Maldonado |
| # Camiseta                               | Jugadora                                 | Función                                  | Fecha de Nacimiento                   | Edad (años)                           | Talla (cm)                            | Peso (kg)                             | Ataque (cm)                           | Bloqueo (cm)                          | Ficha FIVB Año                        |
| 1                                        | Paola Triveño                            |                                          |                                       |                                       |                                       |                                       |                                       |                                       |                                       |
| 2                                        | Hilary Ysabel Palma Foglia               | P                                        | 01/05/1997                            | 28                                    | 169                                   | 73                                    | 268                                   | 261                                   | 2013                                  |
| 3                                        | Francis Figueroa Bustamante              | L                                        |                                       |                                       |                                       |                                       |                                       |                                       |                                       |
| 4                                        | Evelyn Andrea Ampuero Aróstegui          | P                                        | 27/12/1987                            | 37                                    | 171                                   | 65                                    | 260                                   | 255                                   |                                       |
| 5                                        | Shiamara Cecilia Neydi Almeida Chávez    | A                                        | 19/02/1996                            | 29                                    | 177                                   | 61                                    | 295                                   | 275                                   | 2015                                  |
| 6                                        | Cristie Alessandra Otero del Carpio      | P                                        | 15/05/1998                            | 27                                    | 171                                   | 274                                   | 258                                   |                                       |                                       |
| 7                                        | Susan Indira Egoavil Ortega, “la Peque”  | L                                        | 16/01/1988                            | 37                                    | 163                                   | 59                                    | 258                                   | 262                                   | 2015                                  |
| 8                                        | Katerinne Mabel Olemar Otero             | P                                        | 10/05/1993                            | 32                                    | 178                                   | 63                                    | 297                                   | 295                                   | 2015                                  |
| 9                                        | Raffaella Camet Bertello, “Pretty”       | O                                        | 14/09/1992                            | 32                                    | 184                                   | 67                                    | 289                                   | 285                                   | 2015                                  |
| 11                                       | Kiara Victoria Montes García             | P                                        | 13/01/2001                            | 24                                    | 178                                   | 68                                    | 282                                   | 293                                   | 2015                                  |
| 12                                       | Stefanie Rodríguez                       | O                                        | 15/05/1999                            | 26                                    | 175                                   | 284                                   | 270                                   |                                       |                                       |
| 13                                       | Raquel Cristina Noé Bellido              | C                                        | 20/07/1998                            | 26                                    | 180                                   | 275                                   | 259                                   |                                       |                                       |
| 14                                       | Aleoscar Russeth Blanco Iriarte          | C                                        | 18/07/1987                            | 37                                    | 189                                   | 78                                    | 300                                   | 296                                   | 2008                                  |
| 15                                       | Karla Beatriz Ortiz Oyola                | P                                        | 20/10/1991                            | 33                                    | 182                                   | 70                                    | 300                                   | 295                                   | 2015                                  |
| 17                                       | Diana Lucía Magallanes Kabsther          | A                                        | 09/01/1998                            | 27                                    | 177                                   | 58                                    | 275                                   | 270                                   | 2015                                  |
| 20                                       | Arleti Anaís Merino Valladares           | C                                        |                                       |                                       |                                       |                                       |                                       |                                       |                                       |
| 24                                       | Flavia Renatta Montes Passalacqua        | C                                        | 22/11/2000                            | 24                                    | 185                                   | 60                                    | 285                                   | 290                                   | 2015                                  |

| Deportivo Jaamsa                       | Deportivo Jaamsa                         | Deportivo Jaamsa                       | Deportivo Jaamsa                      | Deportivo Jaamsa                      | Deportivo Jaamsa                      | Deportivo Jaamsa                      | Deportivo Jaamsa                      | Deportivo Jaamsa                      | Deportivo Jaamsa                      |
| -------------------------------------- | ---------------------------------------- | -------------------------------------- | ------------------------------------- | ------------------------------------- | ------------------------------------- | ------------------------------------- | ------------------------------------- | ------------------------------------- | ------------------------------------- |
| Entrenador: Juan Carlos Gala Rodríguez | Entrenador: Juan Carlos Gala Rodríguez   | Entrenador: Juan Carlos Gala Rodríguez | Asistentes Técnicos: Andrés Rodríguez | Asistentes Técnicos: Andrés Rodríguez | Asistentes Técnicos: Andrés Rodríguez | Asistentes Técnicos: Andrés Rodríguez | Asistentes Técnicos: Andrés Rodríguez | Asistentes Técnicos: Andrés Rodríguez | Asistentes Técnicos: Andrés Rodríguez |
| # Camiseta                             | Jugadora                                 | Función                                | Fecha de Nacimiento                   | Edad (años)                           | Talla (cm)                            | Peso (kg)                             | Ataque (cm)                           | Bloqueo (cm)                          | Ficha FIVB Año                        |
| 1                                      | Pamela Cisneros Chumo                    | O                                      |                                       |                                       |                                       |                                       |                                       |                                       |                                       |
| 2                                      | Mirtha Sebastiana Uribe Soriano, "Tita"  | C                                      | 12/03/1985                            | 40                                    | 183                                   | 67                                    | 297                                   | 286                                   | 2015                                  |
| 3                                      | Yomira Polet Villacorta Ramírez          | L                                      | 11/01/1996                            | 29                                    | 158                                   | 60                                    | 240                                   | 242                                   | 2015                                  |
| 4                                      | Maika Nicole da Silva Cenepo, "da Power" | P                                      | 14/03/1997                            | 28                                    | 175                                   | 59                                    | 283                                   | 275                                   |                                       |
| 5                                      | Jesselyn Shirley Lozano Zevallos         | O                                      | 26/08/1995                            | 29                                    | 175                                   |                                       | 276                                   | 270                                   |                                       |
| 6                                      | Daymara Lescay Cajigal                   | C                                      | 05/09/1992                            | 32                                    | 184                                   | 72                                    | 308                                   | 290                                   | 2015                                  |
| 7                                      | Alexandra Carrasco Ramos                 | C                                      | 25/09/1992                            | 32                                    | 180                                   | 70                                    | 280                                   | 275                                   |                                       |
| 8                                      | Saray Rocío Gutiérrez Pardo Figueroa     | C-O                                    | 30/08/1998                            | 26                                    | 187                                   |                                       |                                       |                                       |                                       |
| 9                                      | Reyna Corina Orellano Arias              | P                                      | 25/09/1994                            | 30                                    |                                       |                                       |                                       |                                       |                                       |
| 10                                     | Izabot Fiona Bravo Sánchez               | P                                      | 02/08/1994                            | 30                                    | 172                                   | 69                                    | 288                                   | 274                                   | 2013                                  |
| 14                                     | Dayana Alejandrina Rojas Pérez           | L                                      | 09/10/1997                            | 27                                    | 160                                   | 55                                    | 178                                   | 180                                   | 2015                                  |
| 16                                     | Mille Torres Zavaleta                    | P                                      | 16/05/1993                            | 32                                    | 165                                   |                                       | 245                                   | 240                                   |                                       |
| 17                                     | Soriana del Pilar Pacheco Veloz          | A                                      | 03/06/1987                            | 37                                    | 178                                   | 73                                    | 280                                   | 290                                   |                                       |
| 18                                     | Andrea Chumacero Loli                    | A                                      | 07/06/1994                            | 30                                    |                                       |                                       |                                       |                                       |                                       |
| 19                                     | Alexandra Nicole Peña Llamosa            | C                                      | 12/05/1999                            | 26                                    | 180                                   |                                       | 280                                   | 275                                   |                                       |
| 23                                     | ← Brenda Daniela Uribe Soriano           | O                                      | 11/12/1993                            | 31                                    | 185                                   | 63                                    | 302                                   | 292                                   | 2015                                  |

| Géminis de Comas                   | Géminis de Comas                                | Géminis de Comas                   | Géminis de Comas                                     | Géminis de Comas                                     | Géminis de Comas                                     | Géminis de Comas                                     | Géminis de Comas                                     | Géminis de Comas                                     | Géminis de Comas                                     |
| ---------------------------------- | ----------------------------------------------- | ---------------------------------- | ---------------------------------------------------- | ---------------------------------------------------- | ---------------------------------------------------- | ---------------------------------------------------- | ---------------------------------------------------- | ---------------------------------------------------- | ---------------------------------------------------- |
| Entrenador: Marco Antonio Queiroga | Entrenador: Marco Antonio Queiroga              | Entrenador: Marco Antonio Queiroga | Asistentes Técnicos: Martín Eduardo Escudero Guevara | Asistentes Técnicos: Martín Eduardo Escudero Guevara | Asistentes Técnicos: Martín Eduardo Escudero Guevara | Asistentes Técnicos: Martín Eduardo Escudero Guevara | Asistentes Técnicos: Martín Eduardo Escudero Guevara | Asistentes Técnicos: Martín Eduardo Escudero Guevara | Asistentes Técnicos: Martín Eduardo Escudero Guevara |
| # Camiseta                         | Jugadora                                        | Función                            | Fecha de Nacimiento                                  | Edad (años)                                          | Talla (cm)                                           | Peso (kg)                                            | Ataque (cm)                                          | Bloqueo (cm)                                         | Ficha FIVB Año                                       |
| 1                                  | Sara Inés Joya Lobatón                          | C                                  | 22/02/1976                                           | 49                                                   | 182                                                  | 70                                                   | 298                                                  | 295                                                  | 2007                                                 |
| 2                                  | Nayelí Antuanee Vílchez Mogollón                | A                                  | 27/06/2000                                           | 24                                                   | 180                                                  | 65                                                   | 290                                                  | 287                                                  | 2015                                                 |
| 3                                  | Lisvel Elisa Eve-Castillo Mejía, "la China"     | P-C                                | 10/09/1991                                           | 33                                                   | 194                                                  | 75                                                   | 325                                                  | 315                                                  | 2015                                                 |
| 4                                  | Diana Patricia Soto Delfín, “Patty”             | O                                  | 10/02/1980                                           | 45                                                   | 184                                                  | 75                                                   | 300                                                  | 296                                                  | 2010                                                 |
| 5                                  | Alexandra Miryec Muñoz Lurita                   | A                                  | 16/08/1992                                           | 32                                                   | 180                                                  | 63                                                   | 285                                                  | 293                                                  | 2015                                                 |
| 6                                  | Milagros Natividad Rodríguez Leveau             | P                                  | 02/06/1995                                           | 29                                                   | 177                                                  | 58                                                   | 283                                                  | 278                                                  | 2013                                                 |
| 7                                  | ← Yvón Judith Cancino Aparicio                  | A                                  | 03/03/1979                                           | 46                                                   | 170                                                  |                                                      | 292                                                  | 290                                                  |                                                      |
| 9                                  | Nathalie Andrea Sandoval Padilla                | P                                  | 04/06/1989                                           | 35                                                   | 177                                                  | 61                                                   |                                                      |                                                      |                                                      |
| 11                                 | Jhamira Stefanie Zapata López                   | P                                  | 18/06/1999                                           | 25                                                   | 175                                                  | 70                                                   | 283                                                  | 291                                                  | 2015                                                 |
| 12                                 | Claudia Nicole Palza Puma                       | C                                  | 04/07/2001                                           | 23                                                   | 180                                                  | 71                                                   | 288                                                  | 280                                                  | 2015                                                 |
| 13                                 | Cindy Carolina Rondón Martínez                  | P                                  | 12/11/1988                                           | 36                                                   | 186                                                  | 61                                                   | 320                                                  | 315                                                  | 2015                                                 |
| 14                                 | Diana Aurora de la Peña Julca                   | C                                  | 07/06/1999                                           | 25                                                   | 185                                                  | 71                                                   | 300                                                  | 301                                                  | 2015                                                 |
| 15                                 | María de Fátima Acosta Vásquez                  | L                                  | 25/05/1992                                           | 33                                                   | 164                                                  | 56                                                   | 275                                                  | 270                                                  | 2015                                                 |
| 16                                 | Besna Andrea Villegas Chuquillanqui "Pichanaki" | L                                  | 30/10/1999                                           | 25                                                   | 163                                                  | 61                                                   |                                                      |                                                      |                                                      |
| 18                                 | Isabella Crystell Sánchez Sopla                 | P                                  | 02/07/1999                                           | 25                                                   | 177                                                  | 59                                                   | 279                                                  | 296                                                  | 2015                                                 |
| 19                                 | Grace Tello                                     |                                    |                                                      |                                                      |                                                      |                                                      |                                                      |                                                      |                                                      |
| 20                                 | Diana Carranza Tarrillo                         | L                                  | 15/08/1999                                           | 25                                                   | 155                                                  |                                                      |                                                      |                                                      |                                                      |
| 21                                 | Luciana Celeste Pinedo Gómez                    | O                                  | 05/06/1996                                           | 28                                                   | 173                                                  |                                                      |                                                      |                                                      |                                                      |
| 22                                 | Daphne Flavia Yamile Sanguineti Malpartida      | P                                  | 12/06/1997                                           | 27                                                   | 170                                                  |                                                      |                                                      |                                                      |                                                      |
| 23                                 | ← Zandra Nahomi del Águila Torres               | O                                  | 17/02/2000                                           | 25                                                   | 179                                                  |                                                      |                                                      |                                                      |                                                      |
| 25                                 | Carla del Pilar Rueda Cotito                    | P                                  | 19/04/1990                                           | 35                                                   | 184                                                  | 70                                                   | 312                                                  | 306                                                  | 2015                                                 |

| Universidad César Vallejo | Universidad César Vallejo                  | Universidad César Vallejo              | Universidad César Vallejo                        | Universidad César Vallejo                        | Universidad César Vallejo                        | Universidad César Vallejo                        | Universidad César Vallejo                        | Universidad César Vallejo                        | Universidad César Vallejo                        |
| --- | ------------------------------------------ | -------------------------------------- | ------------------------------------------------ | ------------------------------------------------ | ------------------------------------------------ | ------------------------------------------------ | ------------------------------------------------ | ------------------------------------------------ | ------------------------------------------------ |
| Entrenador: Natalia María Málaga Dibós | Entrenador: Natalia María Málaga Dibós     | Entrenador: Natalia María Málaga Dibós | Asistentes Técnicos: Gaspar Juan Vicuña Yacarine | Asistentes Técnicos: Gaspar Juan Vicuña Yacarine | Asistentes Técnicos: Gaspar Juan Vicuña Yacarine | Asistentes Técnicos: Gaspar Juan Vicuña Yacarine | Asistentes Técnicos: Gaspar Juan Vicuña Yacarine | Asistentes Técnicos: Gaspar Juan Vicuña Yacarine | Asistentes Técnicos: Gaspar Juan Vicuña Yacarine |
| # Camiseta | Jugadora                                   | Función                                | Fecha de Nacimiento                              | Edad (años)                                      | Talla (cm)                                       | Peso (kg)                                        | Ataque (cm)                                      | Bloqueo (cm)                                     | Ficha FIVB Año                                   |
| 1 | Andreína Marilú Ruiz Vásquez               | P                                      | 30/04/1985                                       | 40                                               | 175                                              | 69                                               | 280                                              | 280                                              | 2012                                             |
| 2 | Paola García Flores                        | C                                      | 25/08/1987                                       | 37                                               | 186                                              | 75                                               | 300                                              | 298                                              | 2010                                             |
| 3 | Yurico Ventura Pinedo                      | A                                      | 27/12/1990                                       | 34                                               | 173                                              | 70                                               | 280                                              | 275                                              |                                                  |
| 4 | Aixa Gabriela Vigil Quispe                 | C                                      | 23/09/2000                                       | 24                                               | 182                                              |                                                  |                                                  |                                                  |                                                  |
| 5 | Vanessa Magda Palacios Silva, “la Choco” * | L                                      | 03/07/1984                                       | 40                                               | 167                                              | 66                                               | 275                                              | 260                                              | 2012                                             |
| 6 | Grecia Virgilia Herrada García             | P-O                                    | 13/03/1993                                       | 32                                               | 177                                              | 65                                               | 294                                              | 283                                              | 2012                                             |
| 7 | Nicole Gianella Abreu Erquinigo            | P                                      | 27/03/1999                                       | 26                                               | 180                                              | 63                                               | 285                                              | 270                                              | 2015                                             |
| 9 | ← Regla Rainierys Gracia González          | C-P                                    | 28/05/1993                                       | 32                                               | 177                                              | 68                                               | 301                                              | 282                                              | 2015                                             |
| 10 | Patricia Aranda Muñoz, “Patri”             | A                                      | 27/06/1979                                       | 45                                               | 181                                              | 68                                               | 295                                              | 2580                                             | 2009                                             |
| 11 | Clarivett Yamily Yllescas Abad             | C                                      | 11/08/1993                                       | 31                                               | 184                                              | 65                                               | 302                                              | 295                                              | 2015                                             |
| 12 | Sandra Paola Chumacero Loli                | C                                      | 10/01/1992                                       | 33                                               | 177                                              | 58                                               |                                                  |                                                  |                                                  |
| 13 | Kamila Muñoz                               |                                        |                                                  |                                                  |                                                  |                                                  |                                                  |                                                  |                                                  |
| 15 | Rosa Danicsa Valiente Nancay               | C                                      | 26/06/1996                                       | 28                                               | 183                                              | 87                                               | 290                                              | 295                                              | 2015                                             |
| 18 | Valeria Takeda Yamamoto, “Vale”            | L                                      | 05/02/2000                                       | 25                                               | 163                                              |                                                  |                                                  |                                                  |                                                  |
| 19 | Jennifer Yanet Álvarez Hernández           | P                                      | 19/11/1993                                       | 31                                               | 184                                              | 72                                               | 310                                              | 294                                              | 2015                                             |
| * Debido a rotura del talón de Aquiles, solo jugó hasta la quinta fecha de la primera etapa. Reapareció en el encuentro # 80 de la Segunda Etapa |                                            |                                        |                                                  |                                                  |                                                  |                                                  |                                                  |                                                  |                                                  |

| Universidad San Martín             | Universidad San Martín                       | Universidad San Martín             | Universidad San Martín                | Universidad San Martín                | Universidad San Martín                | Universidad San Martín                | Universidad San Martín                | Universidad San Martín                | Universidad San Martín                |
| ---------------------------------- | -------------------------------------------- | ---------------------------------- | ------------------------------------- | ------------------------------------- | ------------------------------------- | ------------------------------------- | ------------------------------------- | ------------------------------------- | ------------------------------------- |
| Entrenador: Juan Diego García Díaz | Entrenador: Juan Diego García Díaz           | Entrenador: Juan Diego García Díaz | Asistentes Técnicos: Martín Rodríguez | Asistentes Técnicos: Martín Rodríguez | Asistentes Técnicos: Martín Rodríguez | Asistentes Técnicos: Martín Rodríguez | Asistentes Técnicos: Martín Rodríguez | Asistentes Técnicos: Martín Rodríguez | Asistentes Técnicos: Martín Rodríguez |
| # Camiseta                         | Jugadora                                     | Función                            | Fecha de Nacimiento                   | Edad (años)                           | Talla (cm)                            | Peso (kg)                             | Ataque (cm)                           | Bloqueo (cm)                          | Ficha FIVB Año                        |
| 1                                  | Bruna Fernanda da Silva Ferreira, "Bruninha" | C                                  | 14/05/1993                            | 32                                    | 182                                   | 69                                    |                                       |                                       |                                       |
| 2                                  | Ana Paula Soto Rojas                         | C                                  |                                       |                                       |                                       |                                       |                                       |                                       |                                       |
| 5                                  | Milca Lubieska da Silva                      | P                                  | 05/03/1988                            | 37                                    | 180                                   | 69                                    | 298                                   | 287                                   |                                       |
| 6                                  | Leslie Patricia Leyva Tagle                  | P                                  | 06/12/1998                            | 26                                    | 175                                   | 72                                    | 280                                   | 300                                   | 2015                                  |
| 8                                  | Maguilaura Dessire Frías Pomiano             | O                                  | 28/05/1997                            | 28                                    | 184                                   | 70                                    | 302                                   | 299                                   | 2015                                  |
| 9                                  | Doris Marisol Mendoza Díaz                   | C                                  | 10/01/1986                            | 39                                    | 176                                   |                                       | 280                                   | 275                                   |                                       |
| 10                                 | Zoila Rosa La Rosa Cajo                      | A                                  | 31/05/1990                            | 35                                    | 176                                   | 57                                    | 285                                   | 280                                   | 2015                                  |
| 11                                 | ← Cinthya Julissa Asca Deza de Barragán      | A                                  | 03/03/1980                            | 45                                    | 174                                   |                                       | 258                                   | 247                                   |                                       |
| 12                                 | María Ángela Leyva Tagle                     | P                                  | 22/11/1996                            | 28                                    | 183                                   | 70                                    | 308                                   | 306                                   | 2015                                  |
| 13                                 | Lisbeth Aldave Robles                        | A                                  | 19/06/1998                            | 26                                    | 173                                   |                                       | 259                                   | 250                                   |                                       |
| 14                                 | Maricarmen Nicolle Guerrero Balarezo         | C                                  | 17/01/1999                            | 26                                    | 180                                   | 65                                    | 293                                   | 290                                   | 2015                                  |
| 16                                 | Paola Villegas                               | L                                  |                                       |                                       |                                       |                                       |                                       |                                       |                                       |
| 17                                 | Janice Torres Cano                           | L                                  | 08/11/1989                            | 35                                    | 160                                   | 58                                    | 255                                   | 252                                   | 2015                                  |
| 18                                 | Ástrid Esly Ruiz Silva                       | P                                  | 28/11/1997                            | 27                                    | 172                                   |                                       | 278                                   | 261                                   |                                       |
| 19                                 | Johana Estefany Salazar Bardales             | L                                  |                                       |                                       |                                       |                                       |                                       |                                       |                                       |
| 20                                 | Tatiana Jheremy Carranza Inga                | O                                  |                                       |                                       |                                       |                                       |                                       |                                       |                                       |

## Entrenadores
| Leyenda:                           | Leyenda:                        | Leyenda:                          | Leyenda: |
| ---------------------------------- | ------------------------------- | --------------------------------- | -------- |
| CSI = Circolo Sportivo Italiano    | ALI = Club Alianza Lima Vóley   | CRL = Club de Regatas Lima        |          |
| TUP = Club de Voleibol Túpac Amaru | SID = Club Deportivo Sider Perú | SPL = Club Deportivo Sport Loreto |          |
| CDM = Club Divino Maestro          | SCR = Club Sporting Cristal     | DJA = Deportivo Jaamsa            |          |
| GEM = Géminis de Comas             | UCV = Géminis de Comas          | USM = Universidad San Martín      |          |

Esta temporada 2015-2016 cuenta con la participación de cuatro entrenadores extranjeros y ocho nacionales:
- CSI - Manuel Hernán Artieda Llaury, exjugador de voleibol (levantador), exentrenador de la Selección Peruana Femenina de Menores (febrero de 2007 – diciembre de 2011) y actual Asistente Técnico de la Selección Peruana Femenina Adulta desde enero de 2012. Artieda es Entrenador FIVB - Nivel 3.[20]
- ALI - Carlos Efraín Aparicio Saldaña, profesor de Educación Física, además de jugador, técnico e instructor internacional de voleibol. Ha sido pupilo de dos grandes entrenadores, Akira Katō y Mam Bok Park y llevado cursos de capacitación en el exterior. Como entrenador de la categoría juvenil femenina peruana, ganó dos títulos sudamericanos: Sao Paulo (1986) y Caracas (1988) y el cuarto lugar en el Mundial de Lima 1989.
- CRL - El español Francisco Hervás entrena al Club de Regatas Lima. Convocado 312 veces para jugar con la Selección Masculina de Voleibol de España, ha sido entrenador tanto de la selección femenina como de la masculina de su país.
- TUP - Heinz Reiner Garro Paso, profesor de Educación Física, técnico de voleibol en el Colegio Regina Pacis-Perú y Gerente General en el HM Voleibol Club.
- SID - Sixto Celestino Mendoza Ramírez, ha sido Asistente Técnico de la Selección de Voleibol de Mayores Masculina en 2015,[21] trabajó con Natalia Málaga en la selección Nacional Juvenil Femenina y es entrenador de voleibol en la Federación Peruana de dicho deporte.
- Club Deportivo Sport Loreto - Descalificado
- CDM - Carlos Martin Rivero Jaramillo, "Tato". Ha sido jugador de voleibol y entrenador de equipos universitarios así como de la Liga Superior tanto en categoría masculina como en femenina.
- SCR
- DJA - El cubano Juan Carlos Gala Rodríguez llegó al Deportivo Jaamsa. Es profesor de educación física y en el año 2005 se hizo cargo del equipo cubano de voleibol juvenil masculino, con el cual ganó medalla de oro en los Juegos Deportivos del ALBA del 2007, así como el octavo lugar[22] en el Campeonato Mundial de Marruecos y medalla de bronce en la Copa Panamericana celebrada en República Dominicana. En el 2008 dicho equipo juvenil masculino obtuvo medalla de oro en El Salvador, ganando clasificación para el torneo que se celebró en Pune, India, el año 2009, competencia en la cual alcanzó el segundo lugar perdiendo 3-2 en la final con Brasil.[23] Desde diciembre del 2009 y hasta finales del 2014 trabajó como director técnico del equipo nacional femenino de su país, clasificándolo el próximo año para el Gran Prix 2011 en Macao, China, en el que terminó en undécimo lugar[24] (Perú ocupó el último y decimosexto puesto).
- GEM - El brasileño Marco Antonio Queiroga se incorporó al Géminis de Comas. Queiroga fue entrenador del Minas Tênis Clube de Brasil.
- UCV - Natalia María Málaga Dibós, exjugadora de la Selección femenina de voleibol del Perú que consiguió la medalla de plata en los Juegos Olímpicos de Seúl 1988. Logró también la medalla de bronce en los Juegos Olímpicos Juveniles de Singapur 2010 como entrenadora. Medallista mundial en tres ocasiones: plata en el Campeonato Mundial Juvenil de 1981 y en el Campeonato de Mayores de 1982, y bronce en el Campeonato Mundial de 1986 en Checoslovaquia.
- USM - El español Juan Diego García continúa en la Universidad San Martín, club al que en la temporada 2014-2015 sacó campeón igualmente.

## Sedes

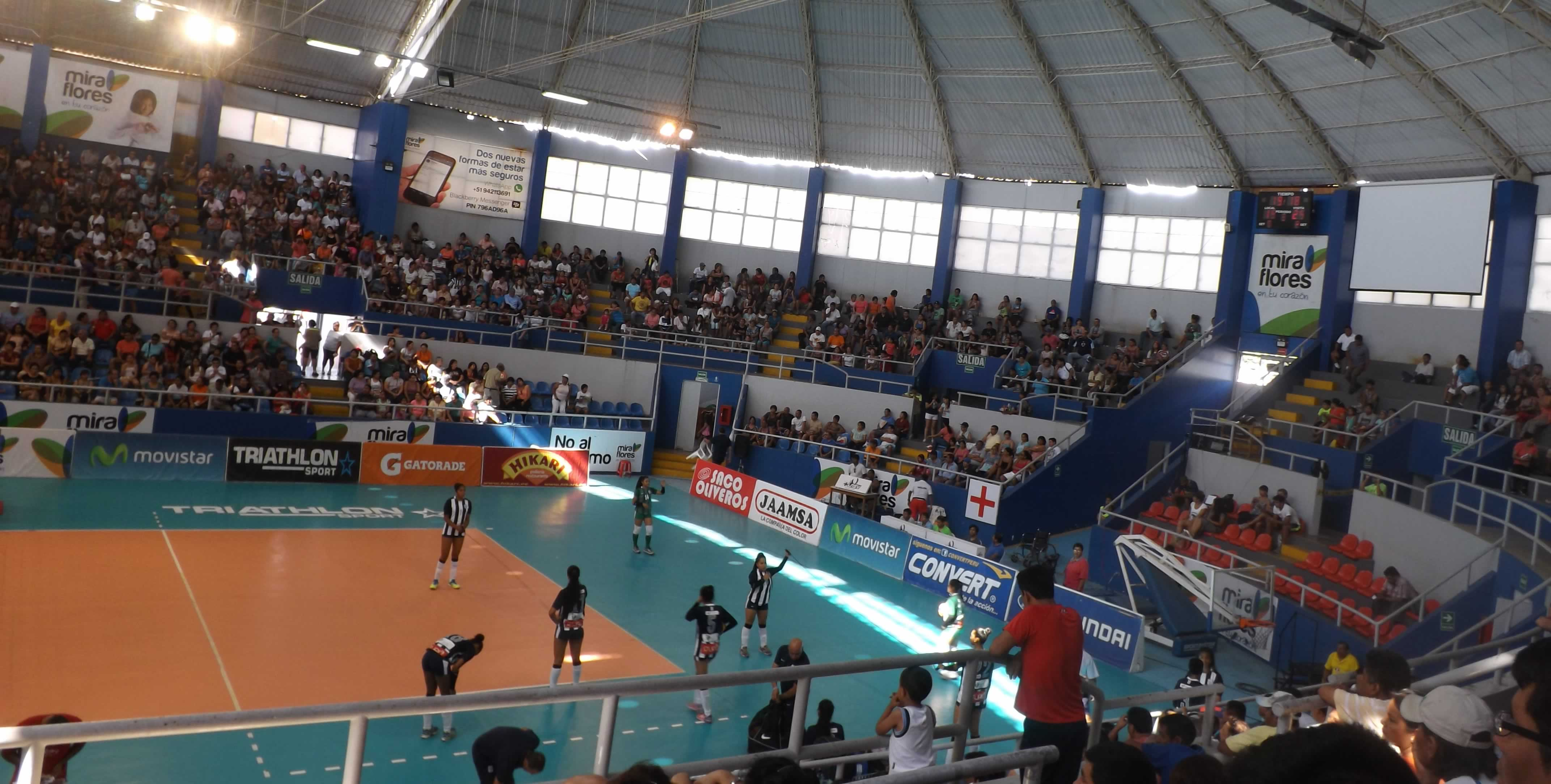
Coliseo del Complejo Deportivo Niño Héroe Manuel Bonilla, en Miraflores.

Las etapas Primera y Segunda, así como los cuartos de final se jugaron en el coliseo del Complejo Deportivo Niño Héroe Manuel Bonilla, ubicado en el distrito de Miraflores (Lima) y con una capacidad de 3,000 personas.

## Reseña Previa
Esta competencia de clubes arrancó oficialmente el sábado 14 de noviembre de 2015 y se jugó hasta el domingo 6 de diciembre del mismo año para reiniciarse el 15 de enero de 2016.
Los equipos a participar serían 12, pero Sport Loreto fue descalificado tras no presentarse a los dos primeros encuentros (W.O.) que le correspondía jugar. En reemplazo de Latino Amisa que descendió la temporada pasada, en esta temporada está participando el Club Deportivo Sider Perú. Para su primer encuentro en la LNSV, Sider Perú se presentó sin jugadora alguna en la función de Líbero.
La temporada anterior vio el debut en el campo de juego —en el día que cumplía 16 años— de Nicole Abreu Erquinigo de la Universidad César Vallejo, mientras que en esta, varias jugadoras infantiles de 14 años, como Flavia Montes, Claudia Palza y Kiara Montes han tenido participación en la Liga Superior defendiendo los colores de sus equipos respectivos. Mención especial fue la inclusión en el equipo de la UCV, de la Líbero Valeria Takeda en juegos completos, empezando el 17 de enero ante JAAMSA en juego de 5 sets. Para esa fecha, Takeda contaba aún con 15 años.

## Primera etapa

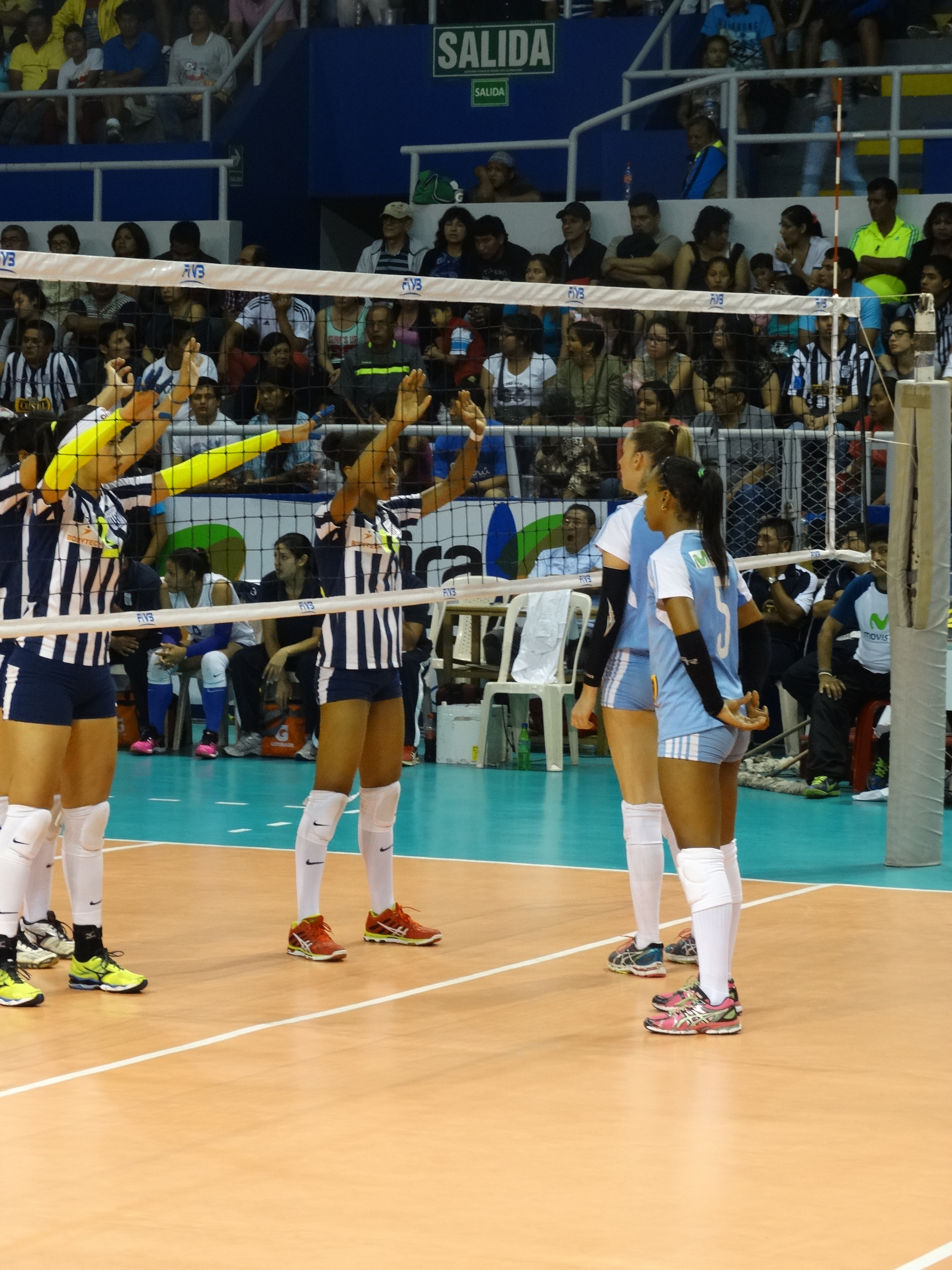
Duelo entre Sporting Cristal y Club Alianza Lima.

En esta temporada se presentó el caso que el equipo del Club Deportivo Sport Loreto no se presentó a su debut contra la Universidad de San Martín ni a su siguiente partido contra Circolo Sportivo Italiano por lo que perdió ambos encuentros por Walkover (W.O.). Esto significó, según las reglas de la FPV, su salida inmediata de la competencia, por lo que la LNSV quedó en esta temporada con once equipos. La circunstancia anterior obligó a una reformulación de los partidos posteriores a la expulsión del Sport Loreto.
La primera etapa se jugó con un intermedio por las fiestas decembrinas y de año nuevo; así, hubo 20 partidos desde el 14 de noviembre hasta el 6 de diciembre de 2015 (Semanas 1 a 4), para nuevamente reanudar las fechas de encuentro el 15 de enero de 2016 (Semanas 5 a 9) con 35 juegos más, para un total de 55 encuentros.

### Sede
- Sede: Coliseo Deportivo Manuel Bonilla, Lima, Perú.

### Tabla de posiciones
– Clasificado para competir en la Segunda Etapa
     – Disputa su permanencia o descenso de la LNSV
Posición final de los equipos, terminada la novena y última semana de la Primera Etapa de la Liga (14 de febrero de 2016)
| Tabla de Posiciones - Primera Etapa | Tabla de Posiciones - Primera Etapa | Tabla de Posiciones - Primera Etapa | Tabla de Posiciones - Primera Etapa | Tabla de Posiciones - Primera Etapa | Tabla de Posiciones - Primera Etapa | Tabla de Posiciones - Primera Etapa | Tabla de Posiciones - Primera Etapa | Tabla de Posiciones - Primera Etapa | Tabla de Posiciones - Primera Etapa | Tabla de Posiciones - Primera Etapa | Tabla de Posiciones - Primera Etapa | Tabla de Posiciones - Primera Etapa | Tabla de Posiciones - Primera Etapa | Tabla de Posiciones - Primera Etapa | Tabla de Posiciones - Primera Etapa | Tabla de Posiciones - Primera Etapa | Tabla de Posiciones - Primera Etapa |
| Posición                            | Equipo                              | Puntos                              | Encuentros                          | Encuentros                          | Encuentros                          | Encuentros                          | Encuentros                          | Encuentros                          | Encuentros                          | Encuentros                          | Encuentros                          | Sets                                | Sets                                | Sets                                | Puntos                              | Puntos                              | Puntos                              |
| Posición                            | Equipo                              | Puntos                              | Resultados                          | Resultados                          | Resultados                          | Resultados                          | Resultados                          | Resultados                          | J                                   | G                                   | P                                   | G                                   | P                                   | Ratio                               | G                                   | P                                   | Ratio                               |
| Posición                            | Equipo                              | Puntos                              | 3-0                                 | 3-1                                 | 3-2                                 | 0-3                                 | 1-3                                 | 2-3                                 | J                                   | G                                   | P                                   | G                                   | P                                   | Ratio                               | G                                   | P                                   | Ratio                               |
| ----------------------------------- | ----------------------------------- | ----------------------------------- | ----------------------------------- | ----------------------------------- | ----------------------------------- | ----------------------------------- | ----------------------------------- | ----------------------------------- | ----------------------------------- | ----------------------------------- | ----------------------------------- | ----------------------------------- | ----------------------------------- | ----------------------------------- | ----------------------------------- | ----------------------------------- | ----------------------------------- |
| 1                                   | Géminis de Comas                    | 26                                  | 3                                   | 4                                   | 2                                   | 0                                   | 0                                   | 1                                   | 10                                  | 9                                   | 1                                   | 29                                  | 11                                  | 2.636                               | 921                                 | 744                                 | 1.238                               |
| 2                                   | Universidad San Martín              | 24                                  | 5                                   | 3                                   | 0                                   | 0                                   | 2                                   | 0                                   | 10                                  | 8                                   | 2                                   | 26                                  | 9                                   | 2.889                               | 848                                 | 664                                 | 1.277                               |
| 3                                   | Universidad César Vallejo           | 22                                  | 6                                   | 0                                   | 2                                   | 0                                   | 2                                   | 0                                   | 10                                  | 8                                   | 2                                   | 26                                  | 10                                  | 2.600                               | 830                                 | 688                                 | 1.206                               |
| 4                                   | Club de Regatas Lima                | 19                                  | 6                                   | 0                                   | 0                                   | 1                                   | 2                                   | 1                                   | 10                                  | 6                                   | 4                                   | 22                                  | 12                                  | 1.833                               | 792                                 | 706                                 | 1.122                               |
| 5                                   | Deportivo Jaamsa                    | 18                                  | 3                                   | 0                                   | 4                                   | 1                                   | 1                                   | 1                                   | 10                                  | 7                                   | 3                                   | 24                                  | 17                                  | 1.412                               | 900                                 | 842                                 | 1.069                               |
| 6                                   | Club Sporting Cristal               | 18                                  | 4                                   | 1                                   | 0                                   | 2                                   | 0                                   | 3                                   | 10                                  | 5                                   | 5                                   | 21                                  | 16                                  | 1.313                               | 802                                 | 778                                 | 1.031                               |
| 7                                   | Club Alianza Lima                   | 15                                  | 2                                   | 2                                   | 0                                   | 2                                   | 1                                   | 3                                   | 10                                  | 4                                   | 6                                   | 19                                  | 20                                  | 0.950                               | 831                                 | 836                                 | 0.994                               |
| 8                                   | Circolo Sportivo Italiano           | 11                                  | 1                                   | 1                                   | 2                                   | 4                                   | 1                                   | 1                                   | 10                                  | 4                                   | 6                                   | 15                                  | 23                                  | 0.652                               | 795                                 | 831                                 | 0.957                               |
| 9                                   | Club de Voleibol Túpac Amaru        | 9                                   | 1                                   | 1                                   | 1                                   | 5                                   | 1                                   | 1                                   | 10                                  | 3                                   | 7                                   | 12                                  | 24                                  | 0.500                               | 732                                 | 821                                 | 0.892                               |
| 10                                  | Club Deportivo Sider Perú           | 3                                   | 0                                   | 1                                   | 0                                   | 8                                   | 1                                   | 0                                   | 10                                  | 1                                   | 9                                   | 4                                   | 28                                  | 0.143                               | 542                                 | 779                                 | 0.696                               |
| 11                                  | Club Divino Maestro                 | 0                                   | 0                                   | 0                                   | 0                                   | 8                                   | 2                                   | 0                                   | 10                                  | 0                                   | 10                                  | 2                                   | 30                                  | 0.067                               | 478                                 | 782                                 | 0.611                               |
| 12                                  | Sport Loreto                        | Equipo descalificado del torneo     | Equipo descalificado del torneo     | Equipo descalificado del torneo     | Equipo descalificado del torneo     | Equipo descalificado del torneo     | Equipo descalificado del torneo     | Equipo descalificado del torneo     | Equipo descalificado del torneo     | Equipo descalificado del torneo     | Equipo descalificado del torneo     | Equipo descalificado del torneo     | Equipo descalificado del torneo     | Equipo descalificado del torneo     | Equipo descalificado del torneo     | Equipo descalificado del torneo     | Equipo descalificado del torneo     |

### Resultados
| Resultados - Primera Etapa | Resultados - Primera Etapa | Resultados - Primera Etapa               | Resultados - Primera Etapa                                                                            | Resultados - Primera Etapa | Resultados - Primera Etapa | Resultados - Primera Etapa | Resultados - Primera Etapa | Resultados - Primera Etapa | Resultados - Primera Etapa | Resultados - Primera Etapa |
| Fecha                      | Encuentros                 | Encuentros                               | Encuentros                                                                                            | Encuentros                 | Encuentros                 | Encuentros                 | Encuentros                 | Encuentros                 | Ptos. Totales              | Duración                   |
| Fecha                      | #                          | Equipos                                  | Resultado                                                                                             | 1                          | 2                          | 3                          | 4                          | 5                          | Ptos. Totales              | Duración                   |
| -------------------------- | -------------------------- | ---------------------------------------- | --- | -------------------------- | -------------------------- | -------------------------- | -------------------------- | -------------------------- | -------------------------- | -------------------------- |
| 14 de noviembre            | 1                          | U César Vallejo - C Sportivo Italiano    | 3-0                                                                                                   | 25-14                      | 25-16                      | 25-18                      |                            |                            | 75-48                      |                            |
| 14 de noviembre            | 2                          | C de Regatas Lima - D Jaamsa             | 3-0                                                                                                   | 27-25                      | 25-22                      | 25-20                      |                            |                            | 77-67                      |                            |
| 15 de noviembre            | 3                          | Géminis de C - C Divino Maestro          | 3-0                                                                                                   | 25-06                      | 25-12                      | 25-17                      |                            |                            | 75-35                      |                            |
| 15 de noviembre            | 4                          | C Sporting Cristal - C de V Túpac A      | 3-0                                                                                                   | 25-19                      | 25-17                      | 25-23                      |                            |                            | 75-59                      |                            |
| 20 de noviembre            | 5                          | C de Regatas Lima - C de V Túpac A       | 3-0                                                                                                   | 25-23                      | 25-19                      | 25-20                      |                            |                            | 75-62                      |                            |
| 20 de noviembre            | 6                          | U San Martín - C Divino Maestro          | 3-0                                                                                                   | 25-05                      | 25-13                      | 25-16                      |                            |                            | 75-34                      |                            |
| 21 de noviembre            | 7                          | Géminis de C - D Jaamsa                  | 2-3                                                                                                   | 27-25                      | 25-15                      | 21-25                      | 21-25                      | 10-15                      | 104-105                    |                            |
| 21 de noviembre            | 8                          | C Alianza Lima - C Sporting Cristal      | 0-3                                                                                                   | 20-25                      | 21-25                      | 22-25                      |                            |                            | 63-75                      |                            |
| 22 de noviembre            | 9                          | U San Martín - C Sportivo Italiano       | 3-0                                                                                                   | 25-21                      | 25-19                      | 25-21                      |                            |                            | 75-61                      |                            |
| 22 de noviembre            | 10                         | C Divino Maestro - C de V Túpac A        | 1-3                                                                                                   | 21-25                      | 16-25                      | 25-13                      | 18-25                      |                            | 80-88                      |                            |
| 27 de noviembre            | 11                         | C Divino Maestro - D Jaamsa              | 0-3                                                                                                   | 13-25                      | 15-25                      | 15-25                      |                            |                            | 43-75                      |                            |
| 27 de noviembre            | 12                         | Géminis de C - C de V Túpac A            | 3-1                                                                                                   | 25-20                      | 21-25                      | 25-23                      | 25-22                      |                            | 96-90                      |                            |
| 29 de noviembre            | 13                         | C D Sider Perú - C Alianza Lima          | 0-3                                                                                                   | 17-25                      | 10-25                      | 17-25                      |                            |                            | 44-75                      |                            |
| 29 de noviembre            | 14                         | U César Vallejo - C Sporting Cristal     | 3-0                                                                                                   | 25-11                      | 25-12                      | 26-24                      |                            |                            | 76-47                      |                            |
| 4 de diciembre             | 15                         | C de Regatas Lima - C Alianza Lima       | 1-3                                                                                                   | 24-26                      | 25-18                      | 23-25                      | 23-25                      |                            | 95-94                      |                            |
| 4 de diciembre             | 16                         | C D Sider Perú - U César Vallejo         | 0-3                                                                                                   | 11-25                      | 15-25                      | 16-25                      |                            |                            | 42-75                      |                            |
| 5 de diciembre             | 17                         | C Sportivo Italiano - C D Sider Perú     | 3-1                                                                                                   | 25-19                      | 26-28                      | 25-21                      | 25-20                      |                            | 101-88                     |                            |
| 5 de diciembre             | 18                         | U San Martín - D Jaamsa                  | 3-1                                                                                                   | 25-15                      | 25-21                      | 22-25                      | 25-15                      |                            | 97-76                      |                            |
| 6 de diciembre             | 19                         | U César Vallejo - C de Regatas Lima      | 3-0                                                                                                   | 25-18                      | 26-24                      | 26-24                      |                            |                            | 77-66                      |                            |
| 6 de diciembre             | 20                         | Géminis de C - C Alianza Lima            | 3-1                                                                                                   | 21-25                      | 25-17                      | 25-21                      | 25-23                      |                            | 96-86                      |                            |
| 15 de enero                | 21                         | C Sporting Cristal - C Divino Maestro    | 3-0                                                                                                   | 25-17                      | 25-13                      | 25-12                      |                            |                            | 75-42                      |                            |
| 15 de enero                | 22                         | C de Regatas Lima - C Sportivo Italiano  | 3-0                                                                                                   | 25-16                      | 25-19                      | 25-23                      |                            |                            | 75-58                      |                            |
| 16 de enero                | 23                         | U San Martín - C D Sider Perú            | 3-0                                                                                                   | 25-16                      | 25-08                      | 25-19                      |                            |                            | 75-43                      |                            |
| 16 de enero                | 24                         | C Alianza Lima - C de V Túpac A          | 2-3                                                                                                   | 25-21                      | 25-22                      | 23-25                      | 21-25                      | 08-15                      | 102-108                    |                            |
| 17 de enero                | 25                         | Géminis de C - C D Sider Perú            | 3-0                                                                                                   | 25-09                      | 25-14                      | 25-07                      |                            |                            | 75-30                      |                            |
| 17 de enero                | 26                         | U César Vallejo - D Jaamsa               | 3-2                                                                                                   | 25-16                      | 25-23                      | 23-25                      | 18-25                      | 15-10                      | 106-99                     |                            |
| 22 de enero                | 27                         | C de Regatas Lima - C Divino Maestro     | 3-0                                                                                                   | 25-16                      | 25-18                      | 25-16                      |                            |                            | 75-50                      | 1:13                       |
| 22 de enero                | 28                         | D Jaamsa - C Sportivo Italiano           | 3-2                                                                                                   | 26-24                      | 25-20                      | 23-25                      | 26-28                      | 15-09                      | 115-106                    |                            |
| 23 de enero                | 29                         | U César Vallejo - C Divino Maestro       | 3-0                                                                                                   | 25-08                      | 25-12                      | 25-15                      |                            |                            | 75-35                      |                            |
| 23 de enero                | 30                         | U San Martín - C de V Túpac A            | 3-0                                                                                                   | 25-15                      | 25-16                      | 25-09                      |                            |                            | 75-40                      | 1:02                       |
| 24 de enero                | 31                         | Géminis de C - C Sportivo Italiano       | 3-0                                                                                                   | 25-14                      | 25-17                      | 25-11                      |                            |                            | 75-42                      | 1:08                       |
| 24 de enero                | 32                         | C Alianza Lima - D Jaamsa                | 2-3 (enlace roto disponible en Internet Archive; véase el historial, la primera versión y la última). | 25-23                      | 20-25                      | 20-25                      | 25-21                      | 08-15                      | 98-109                     | 2:15                       |
| 29 de enero                | 33                         | C Alianza Lima - C Divino Maestro        | 3-0                                                                                                   | 25-15                      | 25-17                      | 25-13                      |                            |                            | 75-45                      | 1:14                       |
| 29 de enero                | 34                         | C de V Túpac A - C D Sider Perú          | 3-0                                                                                                   | 25-20                      | 25-21                      | 25-17                      |                            |                            | 75-58                      | 1:12                       |
| 30 de enero                | 35                         | D Jaamsa - C D Sider Perú                | 3-0                                                                                                   | 25-10                      | 25-21                      | 25-13                      |                            |                            | 75-44                      | 1:13                       |
| 30 de enero                | 36                         | U San Martín - C Sporting Cristal        | 1-3                                                                                                   | 25-19                      | 22-25                      | 16-25                      | 24-26                      |                            | 87-95                      | 1:46                       |
| 31 de enero                | 37                         | C Alianza Lima - C Sportivo Italiano     | 3-1                                                                                                   | 25-16                      | 25-16                      | 17-25                      | 25-23                      |                            | 92-80                      |                            |
| 31 de enero                | 38                         | Géminis de C - U César Vallejo           | 3-1                                                                                                   | 25-18                      | 25-18                      | 23-25                      | 25-13                      |                            | 98-74                      | 1:44                       |
| 3 de febrero               | 39                         | C Sportivo Italiano - C Divino Maestro   | 3-0                                                                                                   | 25-13                      | 25-12                      | 25-11                      |                            |                            | 75-36                      |                            |
| 3 de febrero               | 40                         | C de Regatas Lima - C Sporting Cristal   | 3-0 (enlace roto disponible en Internet Archive; véase el historial, la primera versión y la última). | 25-22                      | 25-13                      | 25-17                      |                            |                            | 75-52                      | 1:15                       |
| 5 de febrero               | 41                         | U San Martín - C Alianza Lima            | 3-0                                                                                                   | 25-21                      | 25-17                      | 25-21                      |                            |                            | 75-48                      |                            |
| 5 de febrero               | 42                         | U César Vallejo - C de V Túpac A         | 3-0                                                                                                   | 25-11                      | 25-23                      | 26-24                      |                            |                            | 75-58                      |                            |
| 6 de febrero               | 43                         | C Sporting Cristal - C Sportivo Italiano | 2-3 (enlace roto disponible en Internet Archive; véase el historial, la primera versión y la última). | 25-22                      | 25-27                      | 24-26                      | 25-16                      | 16-14                      | 115-105                    | 2:20                       |
| 6 de febrero               | 44                         | Géminis de C - C de Regatas Lima         | 3-2 (enlace roto disponible en Internet Archive; véase el historial, la primera versión y la última). | 25-20                      | 21-25                      | 25-15                      | 18-25                      | 15-10                      | 104-95                     | 2:03                       |
| 7 de febrero               | 45                         | C de V Túpac A - D Jaamsa                | 0-3 (enlace roto disponible en Internet Archive; véase el historial, la primera versión y la última). | 19-25                      | 17-25                      | 21-25                      |                            |                            | 57-75                      | 1:20                       |
| 7 de febrero               | 46                         | U San Martín - U César Vallejo           | 3-1 (enlace roto disponible en Internet Archive; véase el historial, la primera versión y la última). | 22-25                      | 25-18                      | 25-21                      | 25-23                      |                            | 97-87                      | 1:46                       |
| 10 de febrero              | 47                         | Géminis de C - C Sporting Cristal        | 3-2                                                                                                   | 25-16                      | 14-25                      | 25-16                      | 23-25                      | 15-11                      | 102-93                     | 2:05                       |
| 10 de febrero              | 48                         | U San Martín - C de Regatas Lima         | 3-1                                                                                                   | 25-21                      | 25-18                      | 23-25                      | 25-20                      |                            | 98-84                      |                            |
| 12 de febrero              | 49                         | C Divino Maestro - C D Sider Perú        | 1-3                                                                                                   | 25-18                      | 09-25                      | 20-25                      | 24-26                      |                            | 78-94                      | 1:37                       |
| 12 de febrero              | 50                         | C Sporting Cristal - D Jaamsa            | 2-3                                                                                                   | 26-28                      | 25-15                      | 23-25                      | 25-21                      | 11-15                      | 110-104                    | 2:05                       |
| 13 de febrero              | 51                         | C de Regatas Lima - C D Sider Perú       | 3-0                                                                                                   | 25-13                      | 25-14                      | 25-14                      | -                          | -                          | 75-44                      | 1:03                       |
| 13 de febrero              | 52                         | C de V Túpac A - C Sportivo Italiano     | 2-3                                                                                                   | 26-24                      | 16-25                      | 16-25                      | 16-25                      | 12-15                      | 95-109                     |                            |
| 14 de febrero              | 53                         | C Sporting Cristal - C D Sider Perú      | 3-0                                                                                                   | 25-13                      | 25-23                      | 25-19                      | -                          | -                          | 75-55                      |                            |
| 14 de febrero              | 54                         | U César Vallejo - C Alianza Lima         | 3-2                                                                                                   | 25-18                      | 25-17                      | 25-17                      | 23-25                      | 15-13                      | 109-98                     |                            |
| 14 de febrero              | 55                         | U San Martín - Géminis de C              | 1-3                                                                                                   | 22-25                      | 27-29                      | 20-25                      | 27-29                      | -                          | 94-96                      | 1:55                       |

## Baja & Permanencia
Apartando a Sport Loreto que quedó descalificado al inicio de la campaña, los últimos tres en la tabla de posiciones: Club Divino Maestro, Club Deportivo Sider Perú y Club de Voleibol Túpac Amaru disputaron el llamado "Torneo de Ascenso o Permanencia de la LNSV" ante Sport Performance Volleyball (SPV) de Chorrillos, Deportivo Alianza (DAL) de Pueblo Libre y Star Net de Trujillo respectivamente, provenientes del Hexagonal de la Liga Intermedia del Vóley Superior Femenino.
Los resultados permitieron el ascenso de SPV y DAL, así como la permanencia de TUP al derrotar cada uno de ellos a sus oponentes 2 juegos a 0.

## Segunda etapa
La Segunda Etapa consistió de 28 encuentros que se jugaron del 28 de febrero al 27 de marzo ("Semanas" 1 a 7).
En esta etapa de la competencia Daymara Lescay de Deportivo Jaamsa estableció un nuevo récord como máxima anotadora en un encuentro: 36 anotaciones.
Después de mucho tiempo sin verse en la Liga, el 6 de marzo el uniforme con faldita dio de qué hablar cuando el Deportivo Jaamsa salió al terreno de juego ante su rival, la USM, vistiéndolo. No repitieron el detalle.
La UCV jugó sin líbero su encuentro ante Géminis (# 78) ya que Valeria Takeda, suplente que remplazaba a "Choco" Palacios, la titular, no pudo jugar y esta última continuaba en recuperación de la rotura del talón de Aquiles que sufrió en la primera etapa.

### Sede
- Sede: Coliseo Deportivo Manuel Bonilla, Lima, Perú.

### Tabla de posiciones
Tabla de posiciones final de la Segunda Etapa de la Liga (27 de marzo de 2016)
| Tabla de Posiciones - Segunda Etapa | Tabla de Posiciones - Segunda Etapa | Tabla de Posiciones - Segunda Etapa | Tabla de Posiciones - Segunda Etapa | Tabla de Posiciones - Segunda Etapa | Tabla de Posiciones - Segunda Etapa | Tabla de Posiciones - Segunda Etapa | Tabla de Posiciones - Segunda Etapa | Tabla de Posiciones - Segunda Etapa | Tabla de Posiciones - Segunda Etapa | Tabla de Posiciones - Segunda Etapa | Tabla de Posiciones - Segunda Etapa | Tabla de Posiciones - Segunda Etapa | Tabla de Posiciones - Segunda Etapa | Tabla de Posiciones - Segunda Etapa | Tabla de Posiciones - Segunda Etapa | Tabla de Posiciones - Segunda Etapa | Tabla de Posiciones - Segunda Etapa |
| Posición                            | Equipo                              | Puntos                              | Encuentros                          | Encuentros                          | Encuentros                          | Encuentros                          | Encuentros                          | Encuentros                          | Encuentros                          | Encuentros                          | Encuentros                          | Sets                                | Sets                                | Sets                                | Puntos                              | Puntos                              | Puntos                              |
| Posición                            | Equipo                              | Puntos                              | Resultados                          | Resultados                          | Resultados                          | Resultados                          | Resultados                          | Resultados                          | J                                   | G                                   | P                                   | G                                   | P                                   | Ratio                               | G                                   | P                                   | Ratio                               |
| Posición                            | Equipo                              | Puntos                              | 3-0                                 | 3-1                                 | 3-2                                 | 0-3                                 | 1-3                                 | 2-3                                 | J                                   | G                                   | P                                   | G                                   | P                                   | Ratio                               | G                                   | P                                   | Ratio                               |
| ----------------------------------- | ----------------------------------- | ----------------------------------- | ----------------------------------- | ----------------------------------- | ----------------------------------- | ----------------------------------- | ----------------------------------- | ----------------------------------- | ----------------------------------- | ----------------------------------- | ----------------------------------- | ----------------------------------- | ----------------------------------- | ----------------------------------- | ----------------------------------- | ----------------------------------- | ----------------------------------- |
| 1                                   | Universidad César Vallejo           | 19                                  | 4                                   | 2                                   | 0                                   | 0                                   | 0                                   | 1                                   | 7                                   | 6                                   | 1                                   | 20                                  | 5                                   | 4.000                               | 607                                 | 513                                 | 1.183                               |
| 2                                   | Universidad San Martín              | 15                                  | 2                                   | 1                                   | 3                                   | 1                                   | 0                                   | 0                                   | 7                                   | 6                                   | 1                                   | 18                                  | 10                                  | 1.800                               | 639                                 | 568                                 | 1.125                               |
| 3                                   | Géminis de Comas                    | 14                                  | 2                                   | 1                                   | 2                                   | 0                                   | 1                                   | 1                                   | 7                                   | 5                                   | 2                                   | 18                                  | 11                                  | 1.636                               | 635                                 | 565                                 | 1.124                               |
| 4                                   | Club de Regatas Lima                | 12                                  | 3                                   | 0                                   | 1                                   | 1                                   | 1                                   | 1                                   | 7                                   | 4                                   | 3                                   | 15                                  | 11                                  | 1.364                               | 586                                 | 567                                 | 1.034                               |
| 5                                   | Club Sporting Cristal               | 10                                  | 0                                   | 2                                   | 1                                   | 1                                   | 1                                   | 2                                   | 7                                   | 3                                   | 4                                   | 14                                  | 16                                  | 0.875                               | 634                                 | 684                                 | 0.927                               |
| 6                                   | Deportivo Jaamsa                    | 6                                   | 0                                   | 1                                   | 1                                   | 2                                   | 2                                   | 1                                   | 7                                   | 2                                   | 5                                   | 10                                  | 18                                  | 0.556                               | 600                                 | 645                                 | 0.930                               |
| 7                                   | Club Alianza Lima                   | 4                                   | 0                                   | 0                                   | 1                                   | 2                                   | 2                                   | 2                                   | 7                                   | 1                                   | 6                                   | 9                                   | 20                                  | 0.450                               | 588                                 | 654                                 | 0.899                               |
| 8                                   | Circolo Sportivo Italiano           | 4                                   | 0                                   | 1                                   | 0                                   | 4                                   | 1                                   | 1                                   | 7                                   | 1                                   | 6                                   | 6                                   | 19                                  | 0.316                               | 487                                 | 580                                 | 0.840                               |

### Resultados
| Resultados - Segunda Etapa | Resultados - Segunda Etapa | Resultados - Segunda Etapa               | Resultados - Segunda Etapa                                                                            | Resultados - Segunda Etapa | Resultados - Segunda Etapa | Resultados - Segunda Etapa | Resultados - Segunda Etapa | Resultados - Segunda Etapa | Resultados - Segunda Etapa | Resultados - Segunda Etapa |
| Fecha                      | Encuentros                 | Encuentros                               | Encuentros                                                                                            | Encuentros                 | Encuentros                 | Encuentros                 | Encuentros                 | Encuentros                 | Ptos. Totales              | Duración                   |
| Fecha                      | #                          | Equipos                                  | Resultado                                                                                             | 1                          | 2                          | 3                          | 4                          | 5                          | Ptos. Totales              | Duración                   |
| -------------------------- | -------------------------- | ---------------------------------------- | --- | -------------------------- | -------------------------- | -------------------------- | -------------------------- | -------------------------- | -------------------------- | -------------------------- |
| 28 de febrero              | 56                         | C de Regatas Lima - D Jaamsa             | 3-0                                                                                                   | 25-20                      | 25-21                      | 25-23                      | -                          | -                          | 75-64                      | 1:32                       |
| 28 de febrero              | 57                         | U César Vallejo - C Sporting Cristal     | 3-1                                                                                                   | 25-19                      | 25-27                      | 25-23                      | 25-23                      | -                          | 100-92                     | 2:00                       |
| 4 de marzo                 | 58                         | Géminis de C - C Sportivo Italiano       | 3-0                                                                                                   | 25-21                      | 25-20                      | 25-14                      | -                          | -                          | 75-55                      | 1:26                       |
| 4 de marzo                 | 59                         | U San Martín - C Alianza Lima            | 3-0 (enlace roto disponible en Internet Archive; véase el historial, la primera versión y la última). | 25-21                      | 25-12                      | 25-18                      | -                          | -                          | 75-51                      | 1:13                       |
| 5 de marzo                 | 60                         | U César Vallejo - C de Regatas Lima      | 3-1                                                                                                   | 25-27                      | 25-15                      | 25-21                      | 28-26                      | -                          | 103-89                     | 1:57                       |
| 5 de marzo                 | 61                         | C Sportivo Italiano - C Sporting Cristal | 2-3                                                                                                   | 21-25                      | 25-14                      | 25-16                      | 21-25                      | 11-15                      | 103-95                     |                            |
| 6 de marzo                 | 62                         | U San Martín - D Jaamsa                  | 3-1 (enlace roto disponible en Internet Archive; véase el historial, la primera versión y la última). | 20-25                      | 25-21                      | 25-22                      | 25-22                      | -                          | 95-90                      | 1:42                       |
| 6 de marzo                 | 63                         | Géminis de C - C Alianza Lima            | 3-1 (enlace roto disponible en Internet Archive; véase el historial, la primera versión y la última). | 21-25                      | 25-19                      | 25-11                      | 25-12                      | -                          | 96-67                      | 1:38                       |
| 11 de marzo                | 64                         | U César Vallejo - U San Martín           | 3-0 (enlace roto disponible en Internet Archive; véase el historial, la primera versión y la última). | 25-21                      | 27-25                      | 25-20                      | -                          | -                          | 77-66                      | 1:24                       |
| 11 de marzo                | 65                         | C de Regatas Lima - C Sportivo Italiano  | 3-0 (enlace roto disponible en Internet Archive; véase el historial, la primera versión y la última). | 25-18                      | 25-19                      | 25-14                      | -                          | -                          | 75-51                      | 1:12                       |
| 12 de marzo                | 66                         | C Alianza Lima - D Jaamsa                | 2-3                                                                                                   | 25-15                      | 25-23                      | 26-28                      | 21-25                      | 8-15                       | 105-106                    |                            |
| 12 de marzo                | 67                         | Géminis de C - C Sporting Cristal        | 1-3 (enlace roto disponible en Internet Archive; véase el historial, la primera versión y la última). | 19-25                      | 19-25                      | 25-18                      | 21-25                      | -                          | 84-93                      | 1:49                       |
| 13 de marzo                | 68                         | D Jaamsa - C Sportivo Italiano           | 3-1 (enlace roto disponible en Internet Archive; véase el historial, la primera versión y la última). | 21-25                      | 25-23                      | 25-21                      | 25-18                      | -                          | 96-87                      | 1:45                       |
| 13 de marzo                | 69                         | C Sporting Cristal - C de Regatas Lima   | 0-3 (enlace roto disponible en Internet Archive; véase el historial, la primera versión y la última). | 22-25                      | 19-25                      | 15-25                      | -                          | -                          | 56-75                      | 1:18                       |
| 16 de marzo                | 70                         | U César Vallejo - C Alianza Lima         | 3-0 (enlace roto disponible en Internet Archive; véase el historial, la primera versión y la última). | 30-28                      | 25-18                      | 25-13                      | -                          | -                          | 80-59                      | 1:27                       |
| 16 de marzo                | 71                         | D Jaamsa - Géminis de C                  | 2-3 (enlace roto disponible en Internet Archive; véase el historial, la primera versión y la última). | 15-25                      | 18-25                      | 25-21                      | 25-23                      | 7-15                       | 90-109                     | 2:00                       |
| 18 de marzo                | 72                         | C Sporting Cristal - U San Martín        | 2-3 (enlace roto disponible en Internet Archive; véase el historial, la primera versión y la última). | 16-25                      | 25-23                      | 25-22                      | 24-26                      | 11-15                      | 101-111                    | 1:59                       |
| 18 de marzo                | 73                         | C Sportivo Italiano - C Alianza Lima     | 3-1                                                                                                   | 25-22                      | 25-23                      | 17-25                      | 25-19                      | -                          | 92-89                      | 1:52                       |
| 19 de marzo                | 74                         | D Jaamsa - U César Vallejo               | 0-3 (enlace roto disponible en Internet Archive; véase el historial, la primera versión y la última). | 22-25                      | 18-25                      | 13-25                      | -                          | -                          | 53-75                      | 1:10                       |
| 19 de marzo                | 75                         | Géminis de C - C de Regatas Lima         | 3-0 (enlace roto disponible en Internet Archive; véase el historial, la primera versión y la última). | 25-14                      | 25-23                      | 25-20                      | -                          | -                          | 75-57                      | 1:20                       |
| 20 de marzo                | 76                         | U San Martín - C Sportivo Italiano       | 3-0 (enlace roto disponible en Internet Archive; véase el historial, la primera versión y la última). | 25-16                      | 25-16                      | 25-15                      | -                          | -                          | 75-47                      | 1:07                       |
| 20 de marzo                | 77                         | C Sporting Cristal - C Alianza Lima      | 2-3 (enlace roto disponible en Internet Archive; véase el historial, la primera versión y la última). | 25-22                      | 25-22                      | 15-25                      | 24-26                      | 9-15                       | 98-110                     | 2:06                       |
| 23 de marzo                | 78                         | Géminis de C - U César Vallejo           | 3-2 (enlace roto disponible en Internet Archive; véase el historial, la primera versión y la última). | 21-25                      | 14-25                      | 25-15                      | 27-25                      | 15-7                       | 102-97                     | 1:58                       |
| 23 de marzo                | 79                         | C de Regatas Lima - U San Martín         | 2-3                                                                                                   | 25-22                      | 22-25                      | 25-21                      | 20-25                      | 16-18                      | 108-111                    | 2:15                       |
| 26 de marzo                | 80                         | U César Vallejo - C Sportivo Italiano    | 3-0                                                                                                   | 25-15                      | 25-18                      | 25-19                      | -                          | -                          | 75-52                      |                            |
| 26 de marzo                | 81                         | C de Regatas Lima - C Alianza Lima       | 3-2                                                                                                   | 28-26                      | 19-25                      | 27-25                      | 18-25                      | 15-6                       | 107-107                    |                            |
| 27 de marzo                | 82                         | D Jaamsa - C Sporting Cristal            | 1-3                                                                                                   | 29-31                      | 22-25                      | 25-16                      | 25-27                      | -                          | 101-99                     |                            |
| 27 de marzo                | 83                         | Géminis de C - U San Martín              | 2-3                                                                                                   | 25-23                      | 25-18                      | 15-25                      | 19-25                      | 10-15                      | 94-106                     |                            |

### Algunas estadísticas de los encuentros de la Segunda Etapa
- El partido más largo fue el # 79: 2 h y 15 m, disputado entre CRL y USM el 23 de marzo y ganado por el segundo, 3 sets a 2
- El partido más corto fue el # 76: 1h y 07m, disputado entre USM y CSI el 20 de marzo y ganado por el primero, 3 sets a 0.
- El partido con mayor cantidad de puntos anotados fue el # 79, disputado entre CRL y USM el 23 de marzo, ganado por el segundo 3 sets a 2 y donde se anotaron 219 puntos.
- El partido con menor cantidad de puntos anotados fue el # 76, disputado entre USM y CSI el 20 de marzo, ganado por el primero 3 sets a 0 y donde se anotaron 122 puntos.
- El set más disputado correspondió al 1.º del encuentro # 82 entre DJA y SCR, ganado por el SCR 31-29 el 27 de marzo.
- Máxima anotadora en un encuentro: Daymara Lescay de Deportivo Jaamsa con 36 puntos (encuentro # 71) y récord histórico de la Liga.

### Llaves
Al final de la segunda etapa, las llaves quedaron conformadas de la siguiente manera:
| Llave 1                   |
| ------------------------- |
| Universidad César Vallejo |
| Circolo Sportivo Italiano |

| Llave 2                |
| ---------------------- |
| Universidad San Martín |
| Club Alianza Lima      |

| Llave 3          |
| ---------------- |
| Géminis de Comas |
| Deportivo Jaamsa |

| Llave 4               |
| --------------------- |
| Club de Regatas Lima  |
| Club Sporting Cristal |

## Tercera Etapa (Ronda Final)
La Tercera Etapa de la Liga Nacional Superior de Voleibol Femenino 2015-16 consiste de tres fases:
- Cuartos de Final - Los 8 equipos se enfrentaron en 4 llaves de eliminación directa de acuerdo a sus posiciones en la etapa previa: 1.º contra 8.º, 2.º contra 7.º, 3.º contra 6.º y 4.º contra 5.º. Clasificarían a la siguiente fase los equipos que ganaran dos partidos a su oponente de llave. Para ello, un máximo de tres partidos estaba previsto. Todos los cruces se definieron en dos encuentros por lo que no fue necesario recurrir a la tercera instancia.
- Semifinales - Los 4 equipos ganadores de la fase previa se enfrentarán en 2 llaves de eliminación directa de acuerdo a sus posiciones en dicha fase: 1.º contra 4.º y 2.º contra 3.º. Clasificarán a la fase final por el título los equipos que le ganen dos partidos a su oponente de llave. Para ello, un máximo de tres partidos está previsto.
- Final y Tercer Puesto - En esta última fase se armarán 2 llaves:

1. Los 2 equipos perdedores de la fase previa se enfrentarán en encuentros de eliminación directa, obteniendo el tercer lugar de la Liga el que le gane dos partidos a su oponente de llave. Para ello, un máximo de tres partidos está previsto.
2. Los 2 equipos ganadores de la fase previa se enfrentarán en encuentros de eliminación directa, obteniendo el título de campeón el que le gane dos partidos a su oponente de llave. Para ello, un máximo de tres partidos está previsto. El equipo perdedor es el subcampeón de la Liga.

### Cuartos de final

#### Sede
- Sede: Coliseo Deportivo Manuel Bonilla, Lima, Perú.

La Primera Fase (cuartos de final) de la Tercera Etapa (Ronda Final) de la Liga, empezará a jugarse el 31 de marzo con los 8 equipos repartidos en las 4 llaves mencionadas. Esta fase terminará el 3 de abril o el 6 si es que se necesita(n) partido(s) extra(s) para definir el (los) ganador(es) de alguna(s) llave(s).

#### Llave 1
| Resultados - Llave 1 | Resultados - Llave 1 | Resultados - Llave 1      | Resultados - Llave 1 | Resultados - Llave 1      | Resultados - Llave 1 | Resultados - Llave 1 | Resultados - Llave 1 | Resultados - Llave 1 | Resultados - Llave 1 | Resultados - Llave 1 |
| Fecha                | #                    | Encuentros                | Encuentros           | Encuentros                | Set                  | Set                  | Set                  | Set                  | Set                  | Total Puntos         |
| Fecha                | #                    |                           | Resultado            |                           | 1                    | 2                    | 3                    | 4                    | 5                    | Total Puntos         |
| -------------------- | -------------------- | ------------------------- | -------------------- | ------------------------- | -------------------- | -------------------- | -------------------- | -------------------- | -------------------- | -------------------- |
| 31 de marzo          | 85                   | Universidad César Vallejo | 3 — 0                | Circolo Sportivo Italiano | 25-13                | 25-18                | 25-5                 | -                    | -                    | 75-36                |
| 2 de abril           | 88                   | Universidad César Vallejo | 3 — 0                | Circolo Sportivo Italiano | 25-21                | 25-20                | 25-21                | -                    | -                    | 75-62                |

Los resultados de los encuentros en la Llave 1 favorecieron a la UCV pasando a la Segunda Fase:
| Llave 1                   | Llave 1 |
| ------------------------- | ------- |
| Universidad César Vallejo | 2       |
| Circolo Sportivo Italiano | 0       |

#### Llave 2
| Resultados - Llave 2 | Resultados - Llave 2 | Resultados - Llave 2   | Resultados - Llave 2 | Resultados - Llave 2 | Resultados - Llave 2 | Resultados - Llave 2 | Resultados - Llave 2 | Resultados - Llave 2 | Resultados - Llave 2 | Resultados - Llave 2 |
| Fecha                | #                    | Encuentros             | Encuentros           | Encuentros           | Set                  | Set                  | Set                  | Set                  | Set                  | Total Puntos         |
| Fecha                | #                    |                        | Resultado            |                      | 1                    | 2                    | 3                    | 4                    | 5                    | Total Puntos         |
| -------------------- | -------------------- | ---------------------- | -------------------- | -------------------- | -------------------- | -------------------- | -------------------- | -------------------- | -------------------- | -------------------- |
| 1 de abril           | 87                   | Universidad San Martín | 3 — 0                | Club Alianza Lima    | 25-17                | 25-20                | 25-19                | -                    | -                    | 75-56                |
| 3 de abril           | 90                   | Universidad San Martín | 3 — 0                | Club Alianza Lima    | 26-24                | 25-14                | 25-15                | -                    | -                    | 76-53                |

Los resultados de los encuentros en la Llave 2 favorecieron a USM pasando a la Segunda Fase:
| Llave 2                | Llave 2 |
| ---------------------- | ------- |
| Universidad San Martín | 2       |
| Club Alianza Lima      | 0       |

#### Llave 3
| Resultados - Llave 3 | Resultados - Llave 3 | Resultados - Llave 3 | Resultados - Llave 3 | Resultados - Llave 3 | Resultados - Llave 3 | Resultados - Llave 3 | Resultados - Llave 3 | Resultados - Llave 3 | Resultados - Llave 3 | Resultados - Llave 3 |
| Fecha                | #                    | Encuentros           | Encuentros           | Encuentros           | Set                  | Set                  | Set                  | Set                  | Set                  | Total Puntos         |
| Fecha                | #                    |                      | Resultado            |                      | 1                    | 2                    | 3                    | 4                    | 5                    | Total Puntos         |
| -------------------- | -------------------- | -------------------- | -------------------- | -------------------- | -------------------- | -------------------- | -------------------- | -------------------- | -------------------- | -------------------- |
| 1 de abril           | 86                   | Géminis de Comas     | 3 — 0                | Deportivo Jaamsa     | 25-18                | 25-14                | 27-25                | -                    | -                    | 77-57                |
| 3 de abril           | 91                   | Géminis de Comas     | 3 — 0                | Deportivo Jaamsa     | 26-24                | 25-17                | 25-20                | -                    | -                    | 76-61                |

Los resultados de los encuentros en la Llave 3 favorecieron a GEM pasando a la Segunda Fase:
| Llave 3          | Llave 3 |
| ---------------- | ------- |
| Géminis de Comas | 2       |
| Deportivo Jaamsa | 0       |

#### Llave 4
| Resultados - Llave 4 | Resultados - Llave 4 | Resultados - Llave 4 | Resultados - Llave 4 | Resultados - Llave 4  | Resultados - Llave 4 | Resultados - Llave 4 | Resultados - Llave 4 | Resultados - Llave 4 | Resultados - Llave 4 | Resultados - Llave 4 |
| Fecha                | #                    | Encuentros           | Encuentros           | Encuentros            | Set                  | Set                  | Set                  | Set                  | Set                  | Total Puntos         |
| Fecha                | #                    |                      | Resultado            |                       | 1                    | 2                    | 3                    | 4                    | 5                    | Total Puntos         |
| -------------------- | -------------------- | -------------------- | -------------------- | --------------------- | -------------------- | -------------------- | -------------------- | -------------------- | -------------------- | -------------------- |
| 31 de marzo          | 84                   | Club de Regatas Lima | 3 — 2                | Club Sporting Cristal | 25-22                | 25-6                 | 21-25                | 22-25                | 15-12                | 108-90               |
| 2 de abril           | 89                   | Club de Regatas Lima | 3 — 2                | Club Sporting Cristal | 25-23                | 20-25                | 25-14                | 25-27                | 15-10                | 110-99               |

Los resultados de los encuentros en la Llave 4 favorecieron al CRL pasando a la Segunda Fase:
| Llave 4               | Llave 4 |
| --------------------- | ------- |
| Club de Regatas Lima  | 2       |
| Club Sporting Cristal | 0       |

### Llaves
Las llaves se armaron como se indica a continuación.
|  | Cuartos de final          | Cuartos de final       |                           |                  | Semifinales               | Semifinales  |  |  | Final   | Final |
|  | Coliseo Manuel Bonilla    |                        |                           |                  |                           |              |  |  |         |       |
|  |                           |                        |                           |                  |                           |              |  |  |         |       |
|  | Llave 1                   |                        |                           |                  |                           |              |  |  |         |       |
|  |                           |                        |                           |                  |                           |              |  |  |         |       |
|  | Universidad César Vallejo | 2                      |                           |                  |                           |              |  |  |         |       |
|  | Universidad César Vallejo | 2                      | Llave 5                   |                  |                           |              |  |  |         |       |
|  | Circolo Sportivo Italiano | 0                      |                           |                  |                           |              |  |  |         |       |
|  | Circolo Sportivo Italiano | 0                      | Universidad César Vallejo | 1                |                           |              |  |  |         |       |
|  | Llave 4                   |                        | Universidad César Vallejo | 1                |                           |              |  |  |         |       |
|  |                           | Club de Regatas Lima   | 2                         |                  |                           |              |  |  |         |       |
|  | Club de Regatas Lima      | Club de Regatas Lima   | 2                         | 2                |                           |              |  |  |         |       |
|  | Club de Regatas Lima      |                        | Llave 7                   | 2                |                           |              |  |  |         |       |
|  | Club Sporting Cristal     | 0                      |                           |                  |                           |              |  |  |         |       |
|  | Club Sporting Cristal     | 0                      | Club de Regatas Lima      | 1                |                           |              |  |  |         |       |
|  | Llave 2                   |                        | Club de Regatas Lima      | 1                |                           |              |  |  |         |       |
|  |                           | Universidad San Martín | 2                         |                  |                           |              |  |  |         |       |
|  | Universidad San Martín    | Universidad San Martín | 2                         | 2                |                           |              |  |  |         |       |
|  | Universidad San Martín    | Llave 6                |                           | 2                |                           |              |  |  |         |       |
|  | Club Alianza Lima         | 0                      |                           |                  |                           |              |  |  |         |       |
|  | Club Alianza Lima         | 0                      | Universidad San Martín    | 2                | Tercer lugar              | Tercer lugar |  |  |         |       |
|  | Llave 3                   |                        | Universidad San Martín    | 2                | Tercer lugar              | Tercer lugar |  |  |         |       |
|  |                           | Géminis de Comas       | 0                         |                  |                           |              |  |  |         |       |
|  | Géminis de Comas          | Géminis de Comas       | 0                         | 2                | Universidad César Vallejo | 0            |  |  |         |       |
|  | Géminis de Comas          |                        |                           | 2                | Universidad César Vallejo | 0            |  |  |         |       |
|  | Deportivo Jaamsa          | 0                      |                           | Géminis de Comas | 2                         |              |  |  |         |       |
|  | Deportivo Jaamsa          | 0                      |                           |                  | 2                         |              |  |  |         |       |
|  |                           |                        |                           |                  |                           |              |  |  | Llave 8 |       |
|  |                           |                        |                           |                  |                           |              |  |  |         |       |

### Algunas estadísticas en lo que va del torneo
- El partido más largo fue el # 79: 2 h y 15 m, disputado entre CRL y USM el 23 de marzo y ganado por el segundo, 3 sets a 2
- El partido más corto fue el # 76: 1h y 07m, disputado entre USM y CSI el 20 de marzo y ganado por el primero, 3 sets a 0.
- El encuentro más disputado fue el # 79, jugado entre CRL y USM el 23 de marzo, ganado por el segundo 3 sets a 2 y donde se anotaron 219 puntos.
- El encuentro menos disputado fue el # 85, disputado entre UCV y CSI el 31 de marzo, ganado por el primero 3 sets a 0 y donde se anotaron 111 puntos.
- El set más disputado correspondió al 1.º del encuentro # 82 entre DJA y SCR, ganado por el SCR 31-29 el 27 de marzo.
- El set menos disputado correspondió al 3.º del encuentro # 85 entre UCV y CSI, ganado por la UCV 25-5 el 31 de marzo.
- Máxima anotadora en un encuentro: Daymara Lescay de Deportivo Jaamsa con 36 puntos (encuentro # 71) y récord histórico de la Liga.